# 荔景邨
荔景邨（英語：Lai King Estate）是香港公共屋邨之一，位於新界葵青區下葵涌，全邨佔地逾7.23公頃；建築時項目名稱為荔景政府廉租屋邨，隨著1973年香港房屋委員會及房屋署成立，在入伙時則改稱為荔景邨，此邨共有7座第七型徙置大廈及1座工廠大廈，由前工務司署（及後改由房屋署總建築師彭玉陵）設計，並由香港房屋委員會管理，英華清潔負責屋邨潔淨工作；而由其中一所校舍重建而成的恒景樓，則由房屋署總建築師（1）及Design 2公司分別負責整體及細部設計。當中近期落成的新建大廈「恒景樓」之項目編號為KS24。
悅麗苑（英語：Yuet Lai Court）及賢麗苑（英語：Yin Lai Court）則是居者有其屋計劃屋苑，位於荔景邨與祖堯邨之間。

## 簡介
荔景邨共有7座舊長型（第七型徙置大廈）的公共房屋，於1976年入伙（註：荔景邨7座第七型大廈較為特別，早在入伙前已設有樓名），樓齡逾45年歷史，樓宇至今尚未有重建計劃，本邨亦為葵青區內現存最舊公屋，葵盛西邨緊隨其後；建築物分別為第1及2座，第3及4座與第5至7座。早在荔景邨入伙前，房屋署已經為荔景邨樓宇定下中文名稱。
1990年代中期，房委會翻新外牆時，將風景樓（第1座）、日景樓（第3座）及樂景樓（第7座）加上圖案，成為邨內一大特色。
2016年4月，房屋署將第7座側的慕光荔景小學舊址（曾為中聖書院臨時校址）重建為單幢公屋；校舍至2017年10月已完成拆卸，現已建成一座30層高的住宅大廈，提供540個公屋單位。此樓宇會提供2-3人單位及1B單位的公屋大廈，於2021年入伙。2021年6月，此大廈命名為「恒景樓」，並將租金以區內最佳租金水平釐定，為每平方米港幣90.7元。
2022年2月15日，鑑於第五波疫情嚴重，恆景樓曾一度被徵用作檢疫設施，有關居民將會延遲入伙。至同年4月13日，因應第五波疫情緩和及其他臨時隔離營啟用，政府宣佈恒景樓將於同月月尾交還予房委會，準租戶預計可於同年5月尾至6月初入伙。
最終恆景樓於同年5月30日起陸續入伙。

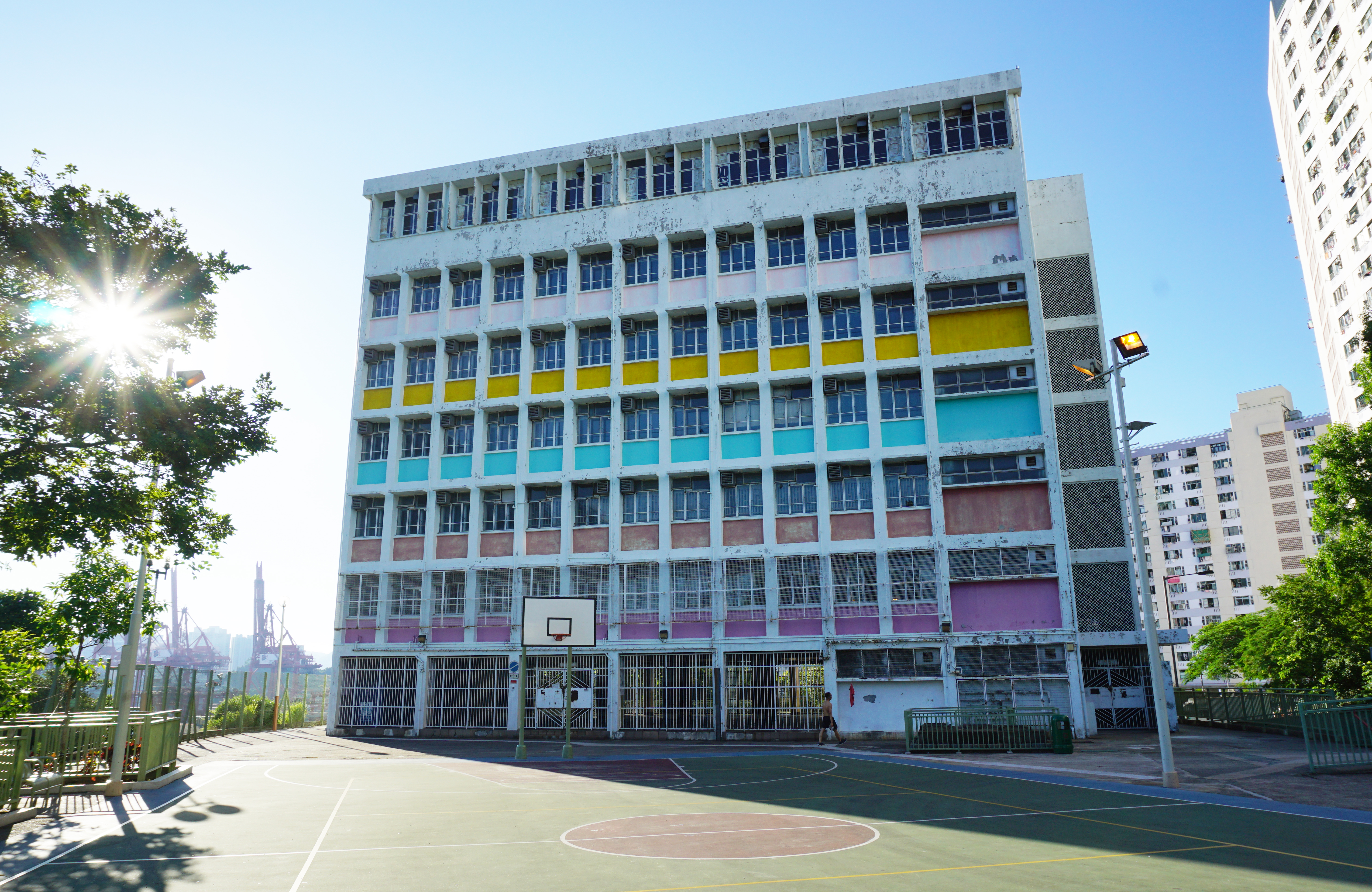
校舍拆卸前（2016年6月）
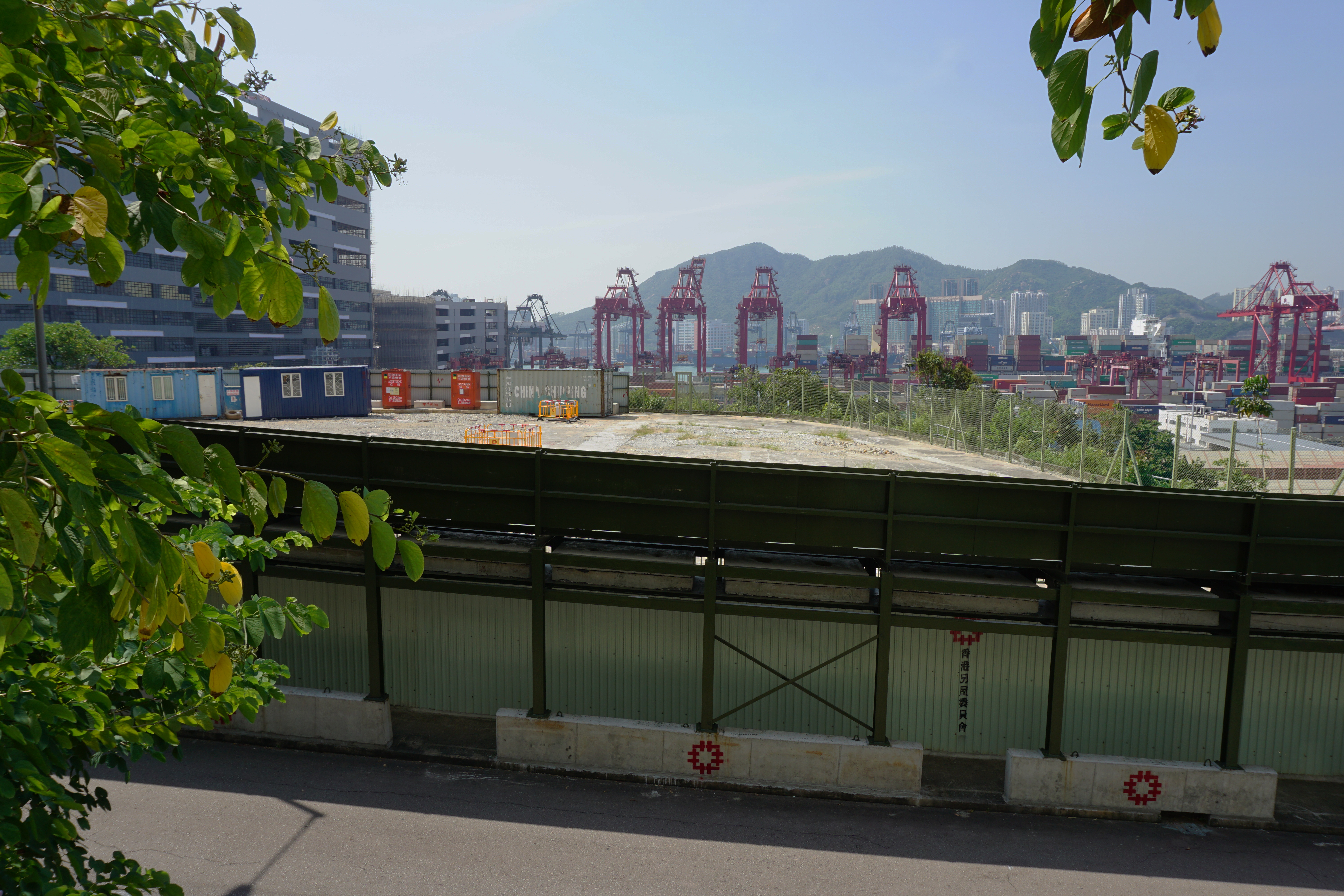
恒景樓前期工程（2017年10月）
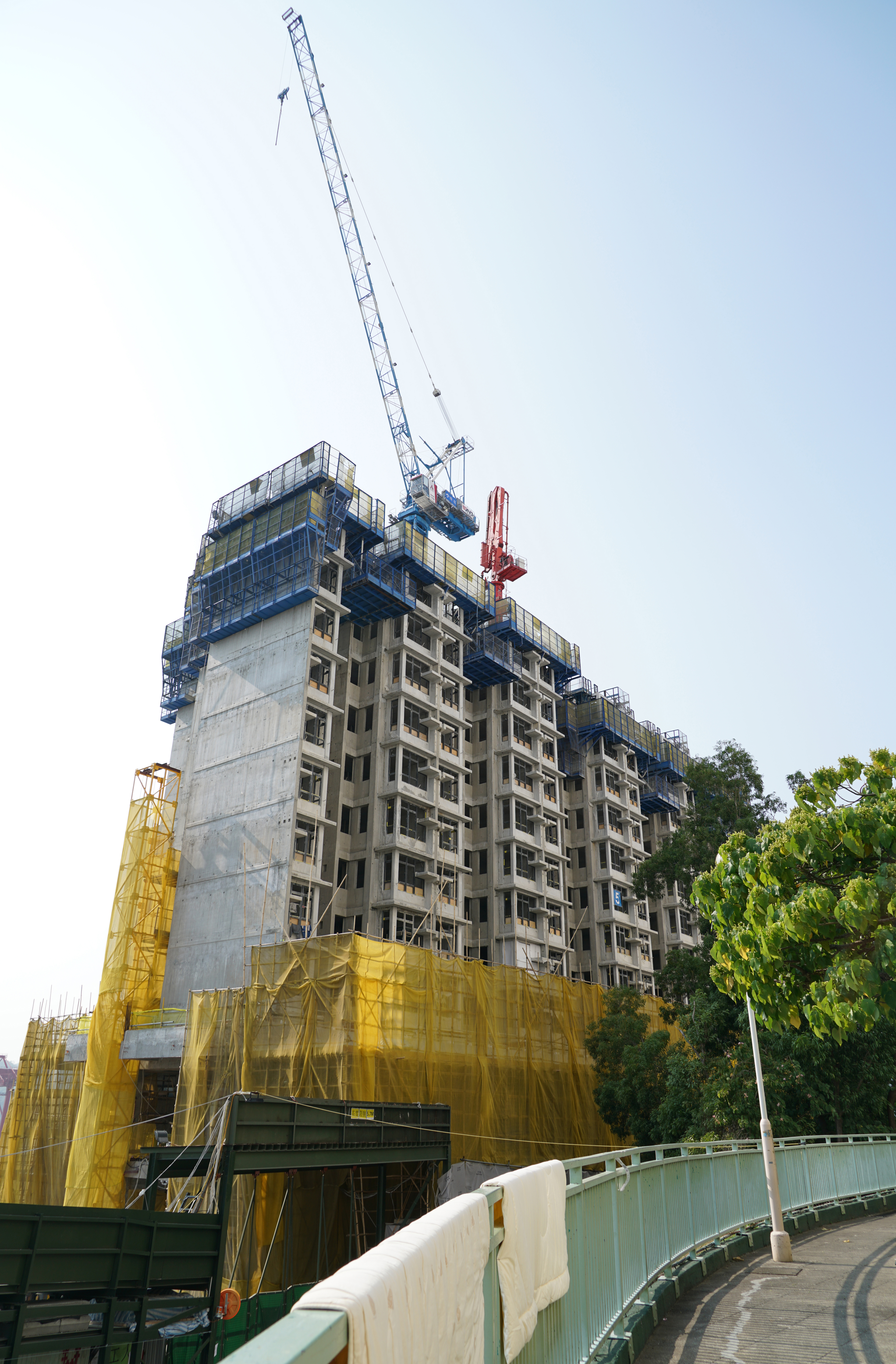
興建中荔景邨景樓（2020年3月）
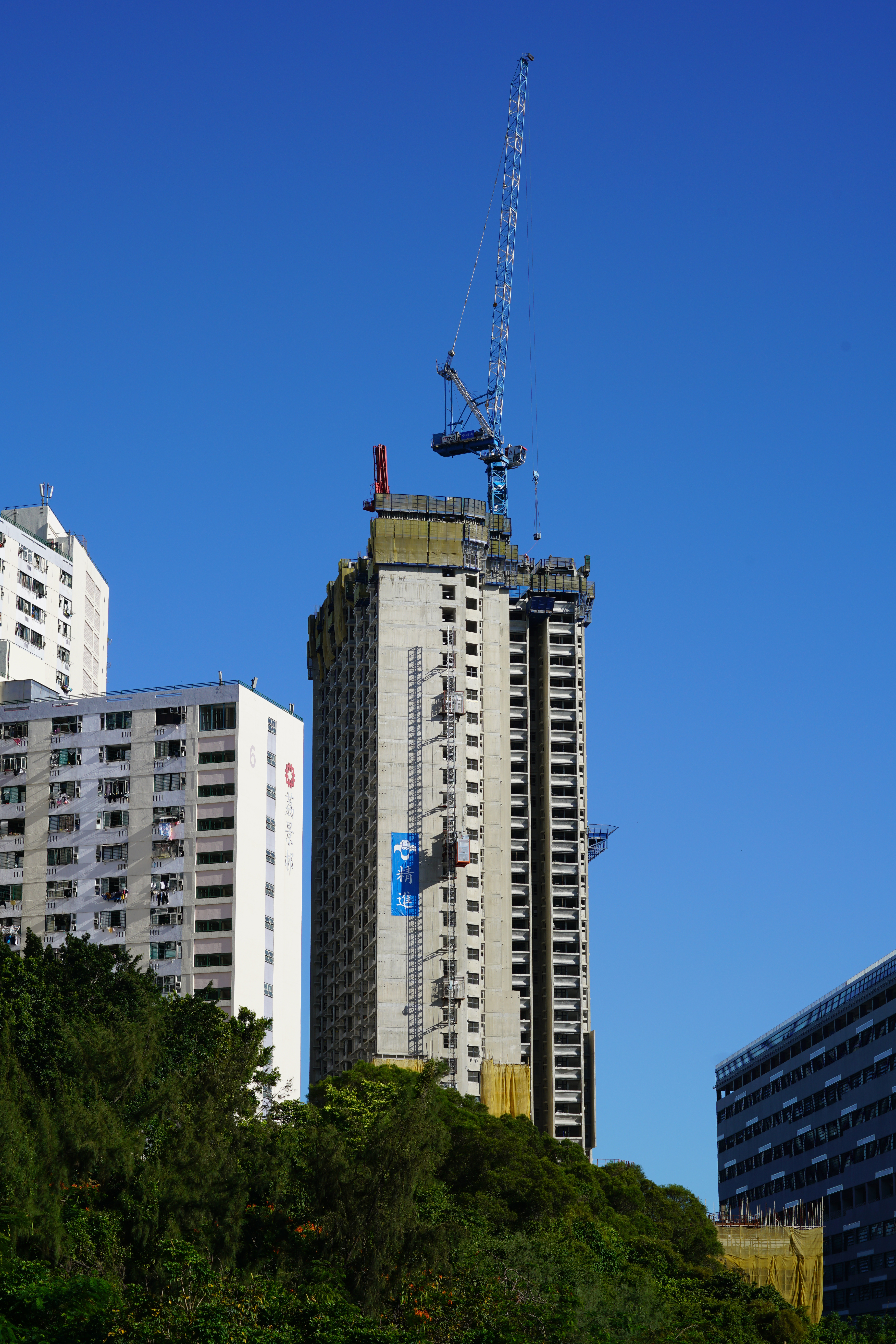
興建中荔景邨景樓（2020年7月）

悅麗苑在荔景山路東邊的山坡上，共有4座樓宇，由王歐陽（香港）有限公司設計，德臣建築有限公司承建，在1981年的居者有其屋第一期發售，是香港早期的居屋屋苑之一。由於屋苑建於山上，需上／落過百級樓梯以接駁交通，對行動不便或推嬰兒車的住客造成不便。屋苑附近沒有大型商場，最近的要算是葵芳新都會廣場，生活配套不足。屋苑雖鄰近地鐵站，但每次都要上／落一百多級樓梯，方便與否，見仁見智。
賢麗苑建在荔景港鐵站旁，位置介乎荔景邨第一期及第二期之間，1980年代中期房屋署為提供更多居屋單位，所以在荔景邨範圍內，靠近荔景站的山坡上加建賢麗苑，由鴻運建築有限公司承建，工程在1991年落成，共有兩座35層高彈性十字三型設計樓宇，全為2房2廳間格單位，共有560伙，苑內附建一座4層高多用途大廈，包括頂層闢作商場，當中開設了快餐店、超級市場及便利店，提供居民日常所需；而下面3層則為停車場，提供140多個車位，天台則為休憩場地，當中商場設有通道連貫賢麗苑、荔景邨及港鐵荔景站之間。

### 公屋醜聞
於1980年代揭發的26座問題公屋醜聞，使香港房屋委員會發現全港共577座公共屋邨出現問題，當中包括荔景邨風景樓、和景樓及明景樓，這些大廈混凝土強度低於標準令樓宇結構有問題，承力牆結構不足以承受樓宇負荷，所以這些大廈需要作大型維修工程更換鋼筋及混凝土。

## 屋苑資料

### 荔景邨
| 樓宇名稱（座號）           | 樓宇類型                      | 落成年份 | 層數 | 每層伙數     | 每座單位總數（伙） | 建築師                             | 承建商                 | 樓宇外牆圖案                           | 提供升降機服務的廠商 （更換前） | 提供升降機服務的廠商 （更換後） | 期數         |
| -------------------------- | ----------------------------- | -------- | ---- | ------------ | ------------------ | ---------------------------------- | ---------------------- | -------------------------------------- | ------------------------------- | ------------------------------- | ------------ |
| 風景樓（第1座） （英語：Fung King House） | 舊長型大廈 （第七型徙置大廈） | 1976年   | 15   | 60           | 840                | 工務司署、 房屋署總建築師彭玉陵    | 德榮建築               | 北面外牆加上微風圖案，代表「風」       | 日立 DB/A2（AC/2）              | 東芝 CV100（VVVF）              | 1            |
| 和景樓（第2座） （英語：Wo King House） | 舊長型大廈 （第七型徙置大廈） | 1976年   | 15   | 20           | 280                | 工務司署、 房屋署總建築師彭玉陵    | 德榮建築               | （不設外牆圖案）                       | 日立 DB/A2（AC/2）              | 東芝 CV100（VVVF）              | 1            |
| 日景樓（第3座） （英語：Yat King House） | 舊長型大廈 （第七型徙置大廈） | 1976年   | 23   | 42           | 966                | 工務司署、 房屋署總建築師彭玉陵    | 德榮建築               | 北面外牆加上太陽圖案，代表旭日的「日」 | 日立 DB/A2（AC/2）              | 東芝 CV100（VVVF）              | 1            |
| 明景樓（第4座） （英語：Ming King House） | 舊長型大廈 （第七型徙置大廈） | 1976年   | 14   | 24           | 336                | 工務司署、 房屋署總建築師彭玉陵    | 德榮建築               | （不設外牆圖案）                       | 日立 DB/A2（AC/2）              | 東芝 CV100（VVVF）              | 1            |
| 仰景樓（第5座） （英語：Yeung King House） | 舊長型大廈 （第七型徙置大廈） | 1977年   | 14   | 28           | 392                | 工務司署、 房屋署總建築師彭玉陵    | 安利(蕭氏)建築有限公司 | （不設外牆圖案）                       | 迅達 Dynatron（AC/2）           | 東芝 CV100（VVVF）              | 2            |
| 安景樓（第6座） （英語：On King House） | 舊長型大廈 （第七型徙置大廈） | 1977年   | 14   | 26           | 364                | 工務司署、 房屋署總建築師彭玉陵    | 安利(蕭氏)建築有限公司 | （不設外牆圖案）                       | 迅達 Dynatron（AC/2）           | 東芝 CV100（VVVF）              | 2            |
| 樂景樓（第7座） （英語：Lok King House） | 舊長型大廈 （第七型徙置大廈） | 1977年   | 25   | 54           | 1350               | 工務司署、 房屋署總建築師彭玉陵    | 安利(蕭氏)建築有限公司 | 南面外牆加上琵琶圖案，代表音樂的「樂」 | 迅達 Dynatron（AC/2）           | 東芝 CV100（VVVF）              | 2            |
| 恒景樓（第8座） （英語：Heng King House）   | 非標準設計大廈 （T字型）      | 2022年   | 32   | 18（2-31樓） | 540                | 房屋署總建築師（1）、 Design 2公司 | 精進建築               | （不設外牆圖案）                       | 三菱 NexWay-H/M （VVVF）        | 不適用                          | （不設期數） |

粗體表示該樓宇牽涉26座問題公屋醜聞，其混凝土強度未達高層單位20.7MPa或低層單位31MPa的標準，但遲至1990年代才被揭發，由於情況並不嚴重，故此一直未列入「整體重建計劃」。
斜體樓宇顯示曾被徵用作檢疫設施。

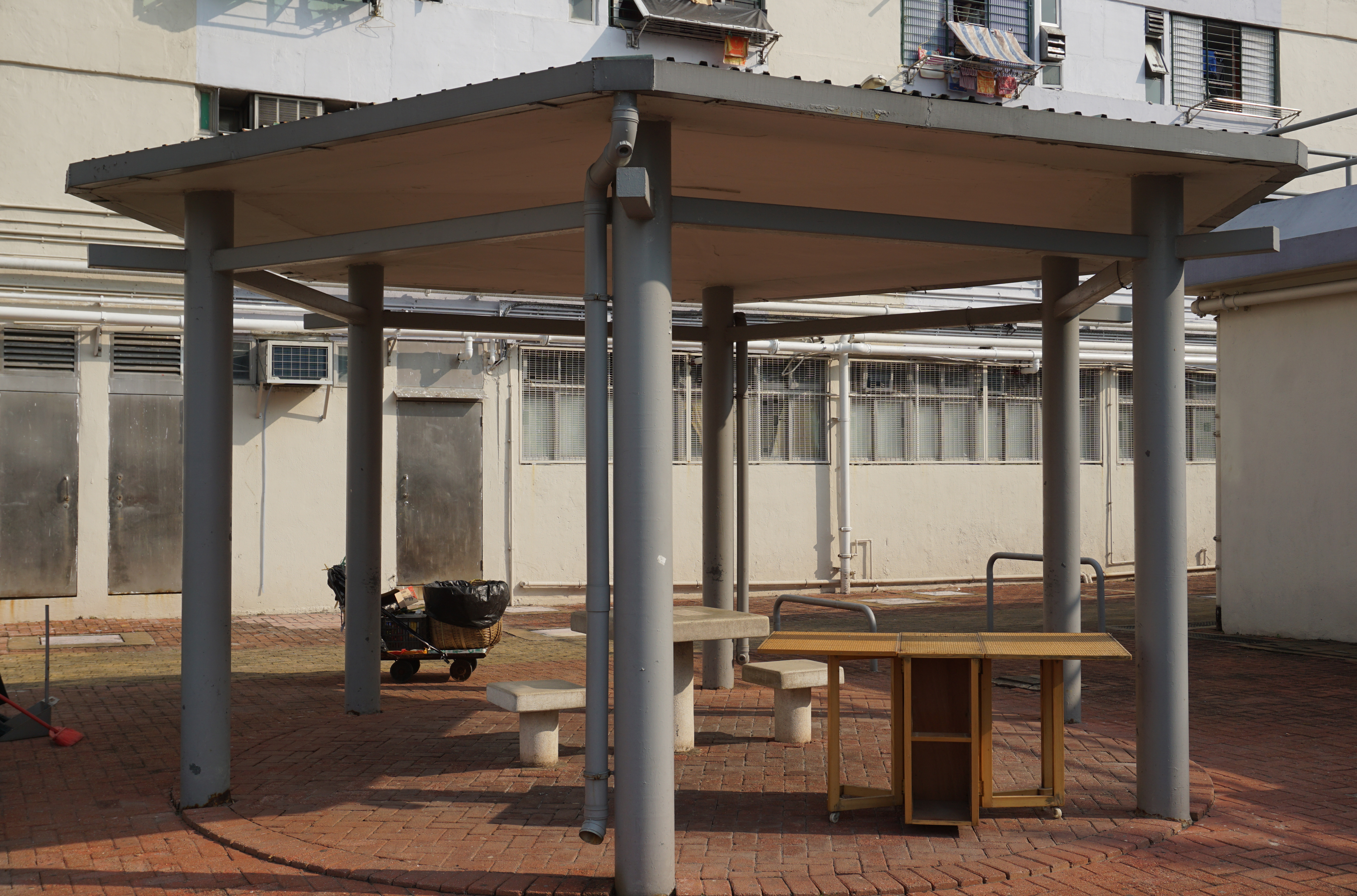
涼亭及棋藝區
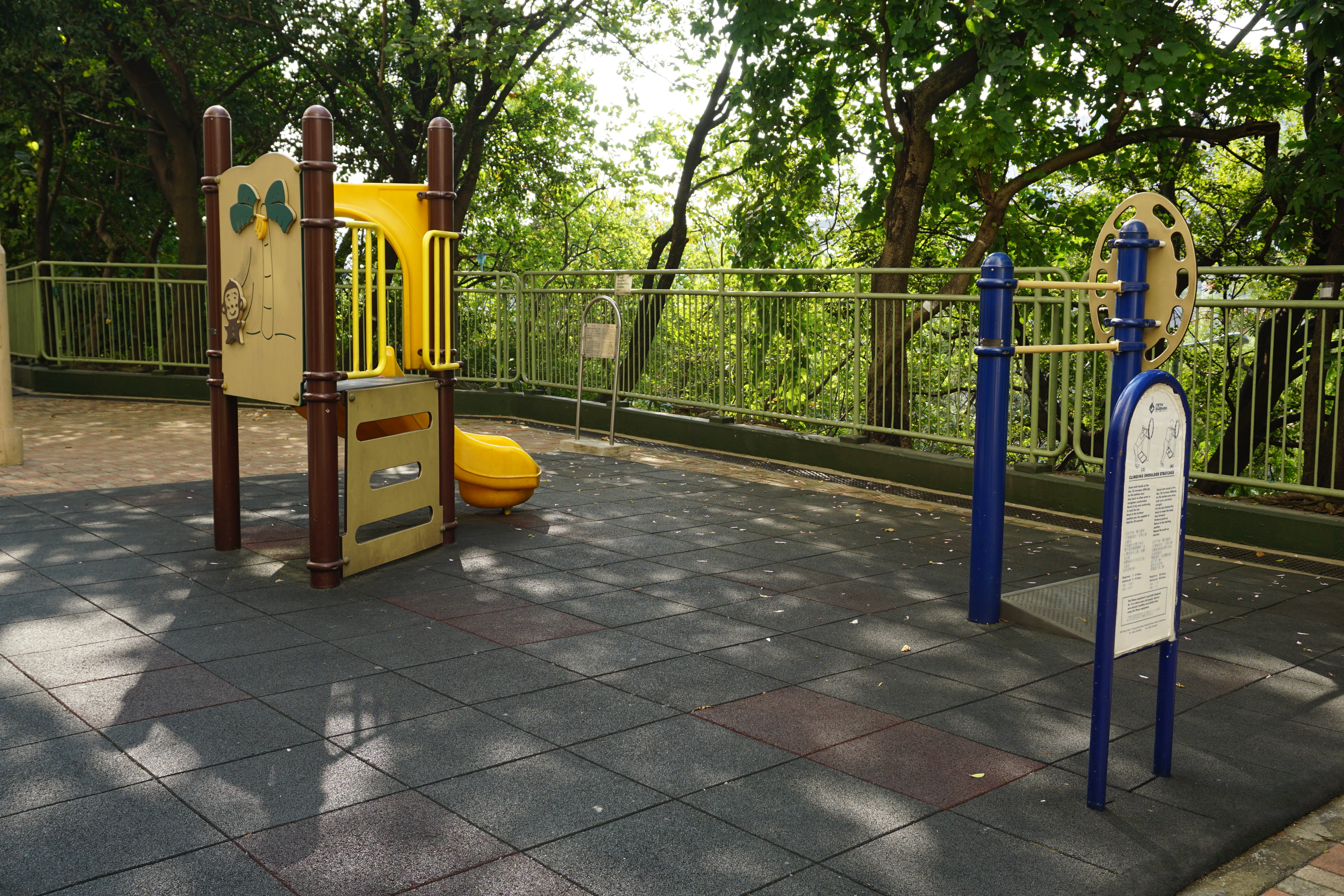
兒童遊樂場及健體區（2）
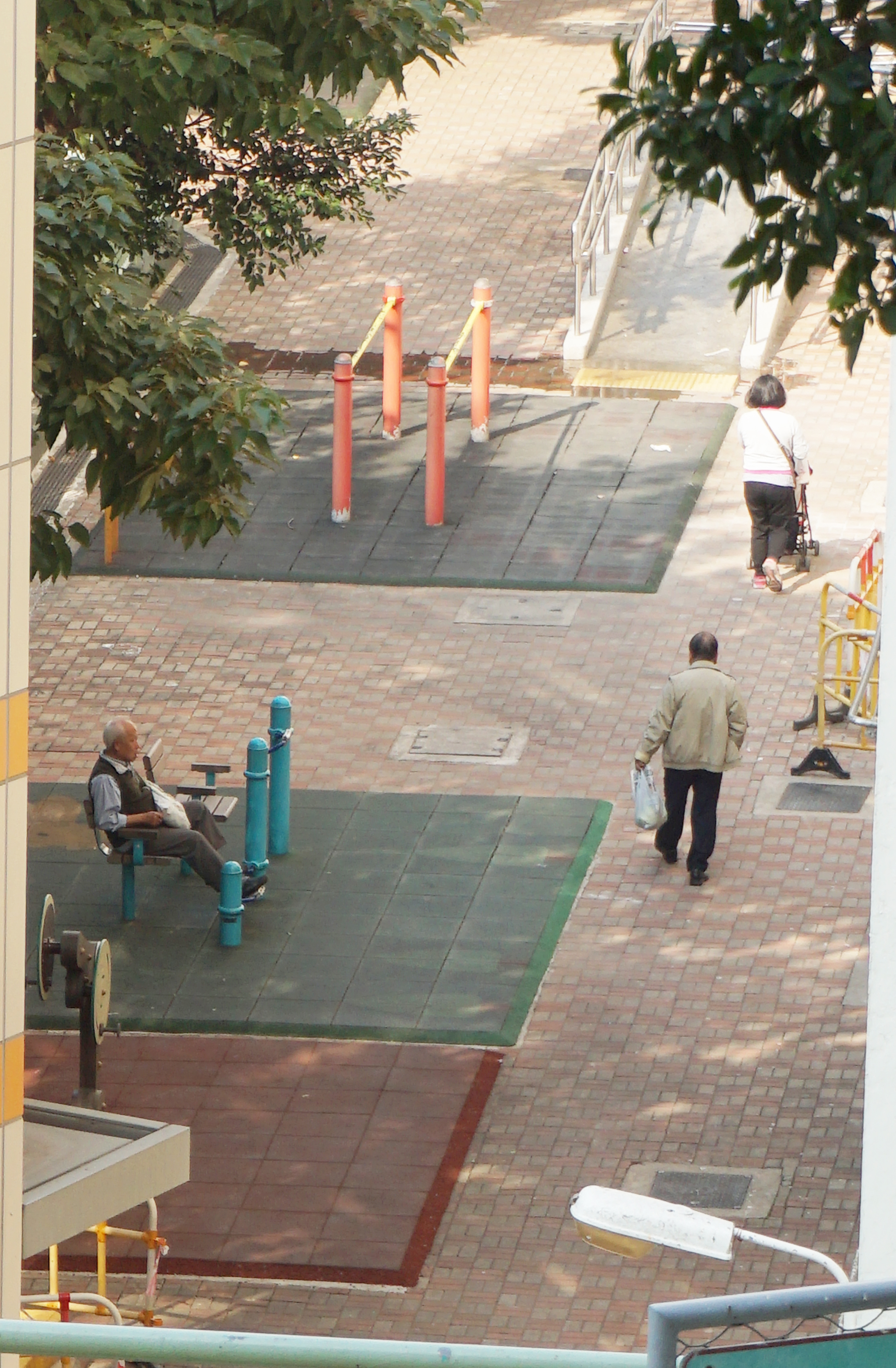
健體區（3）
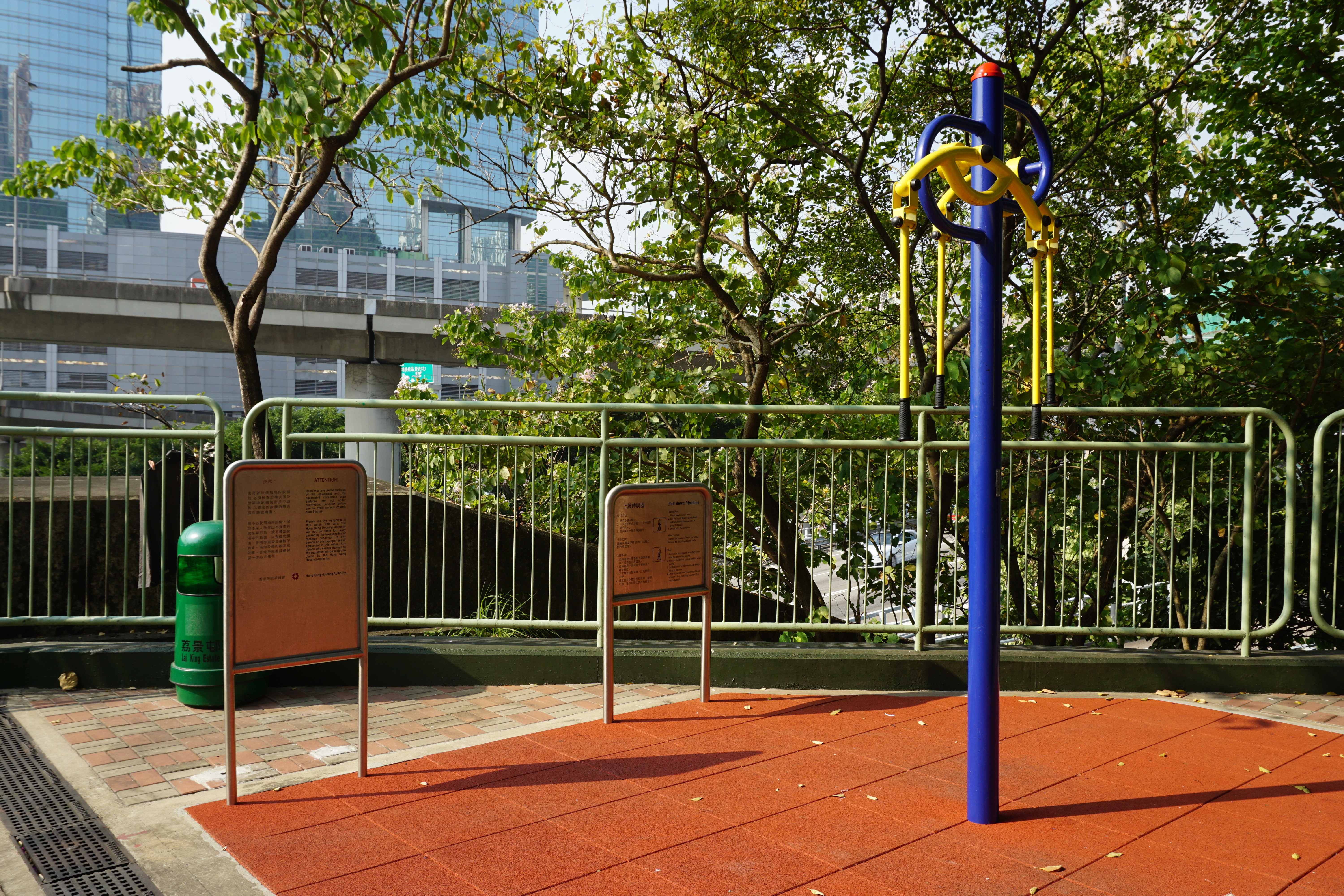
健體區（4）
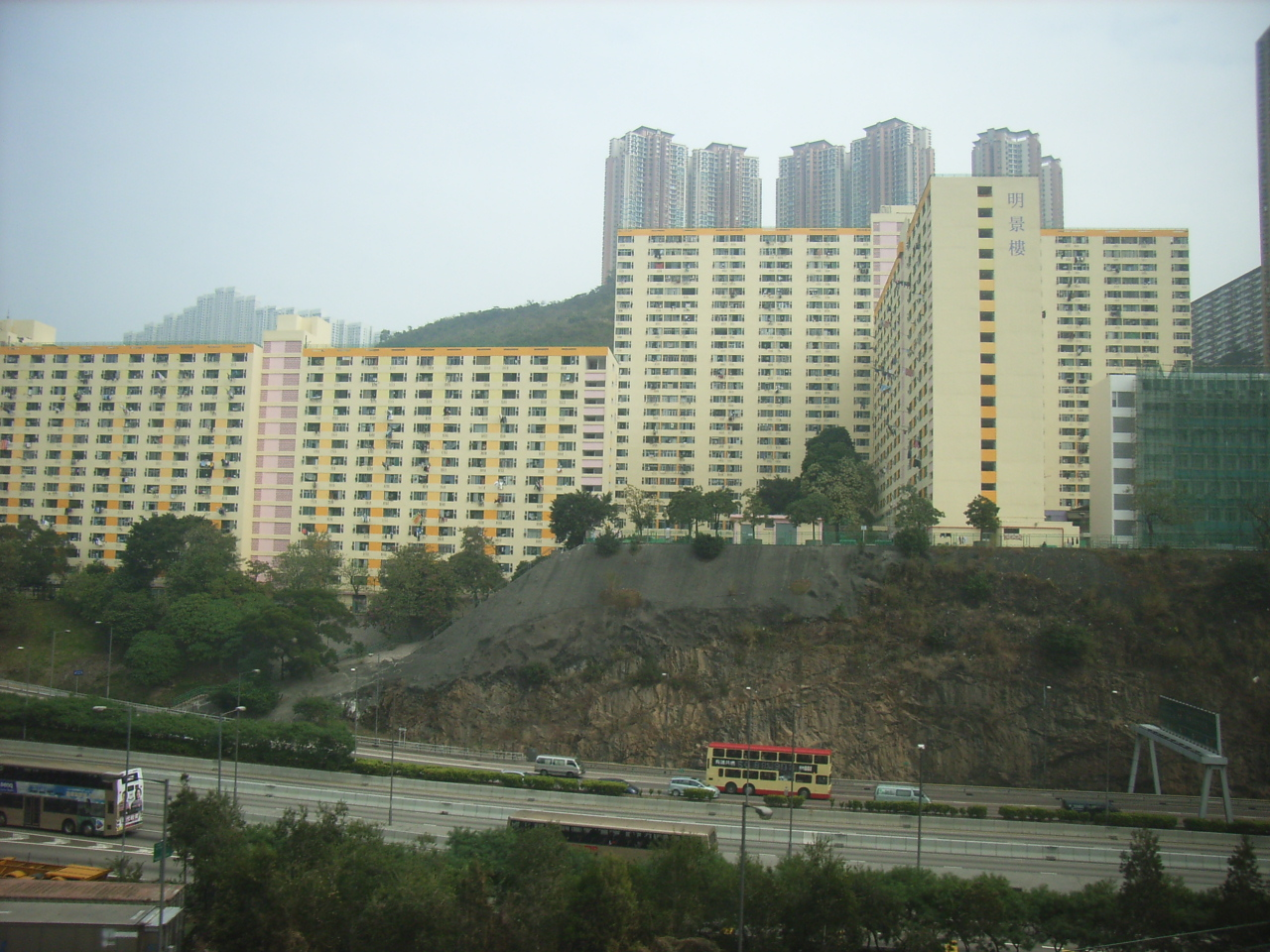
荔景邨北半部的風景樓、日景樓及明景樓
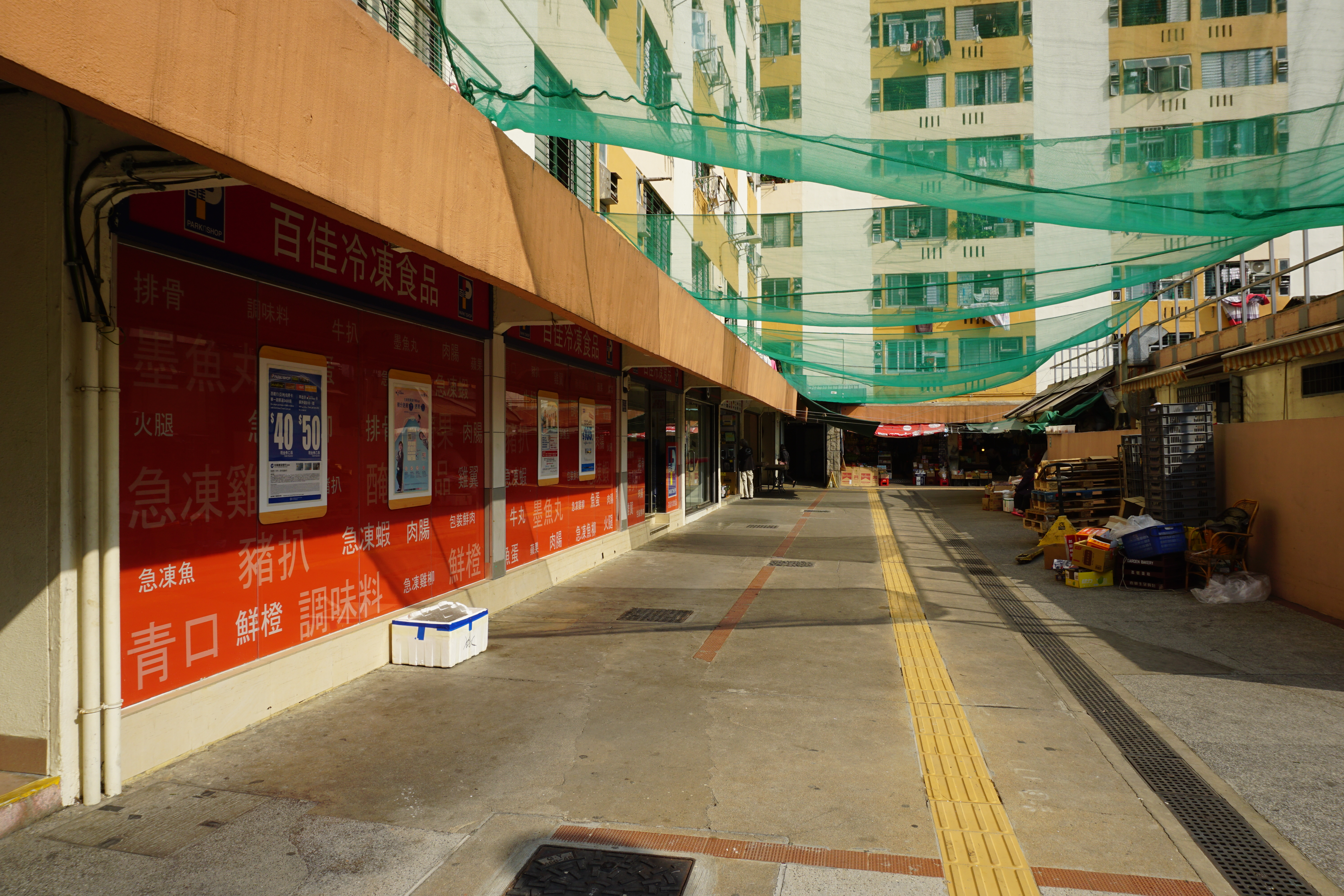
明景樓南面商舖
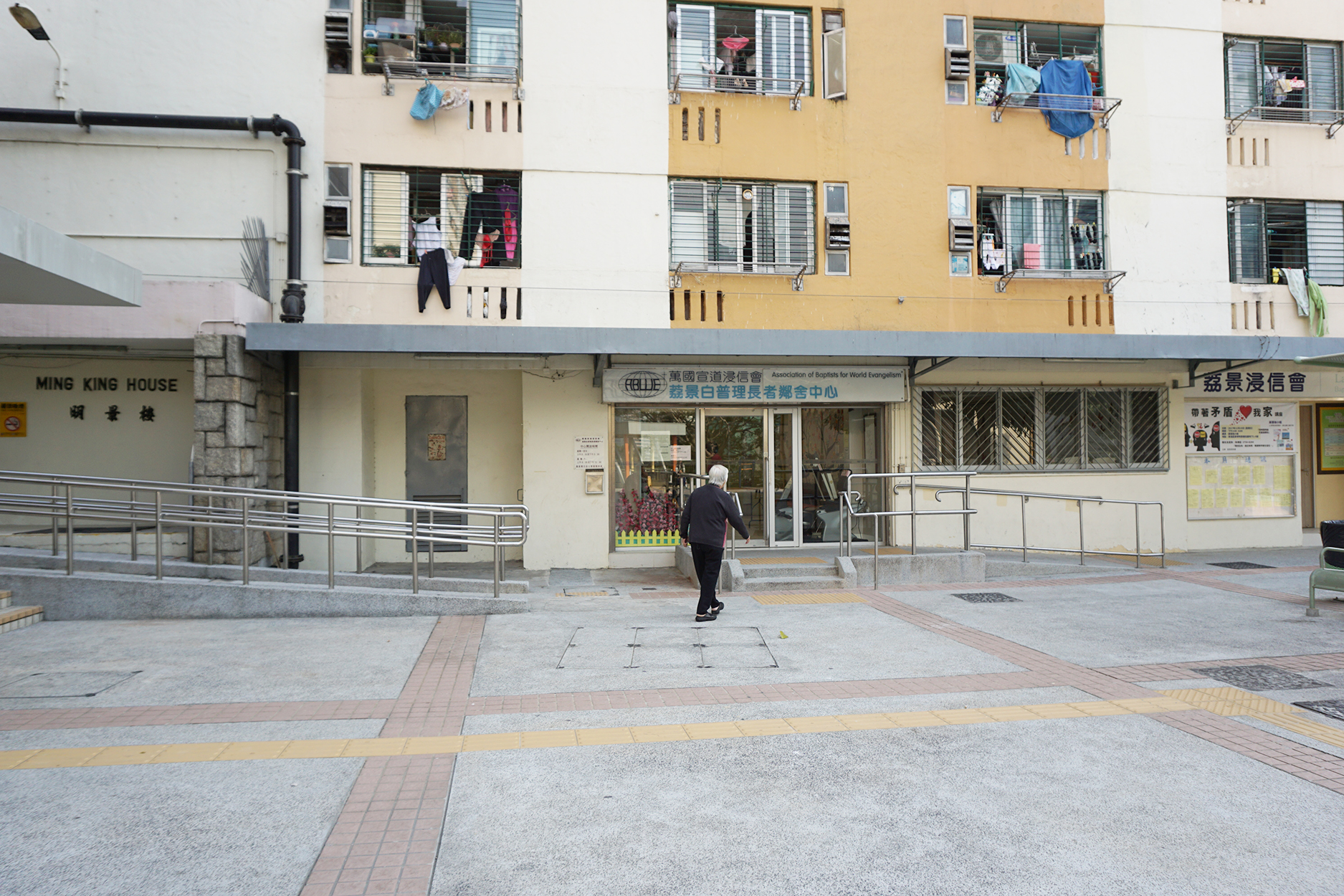
明景樓北面商舖
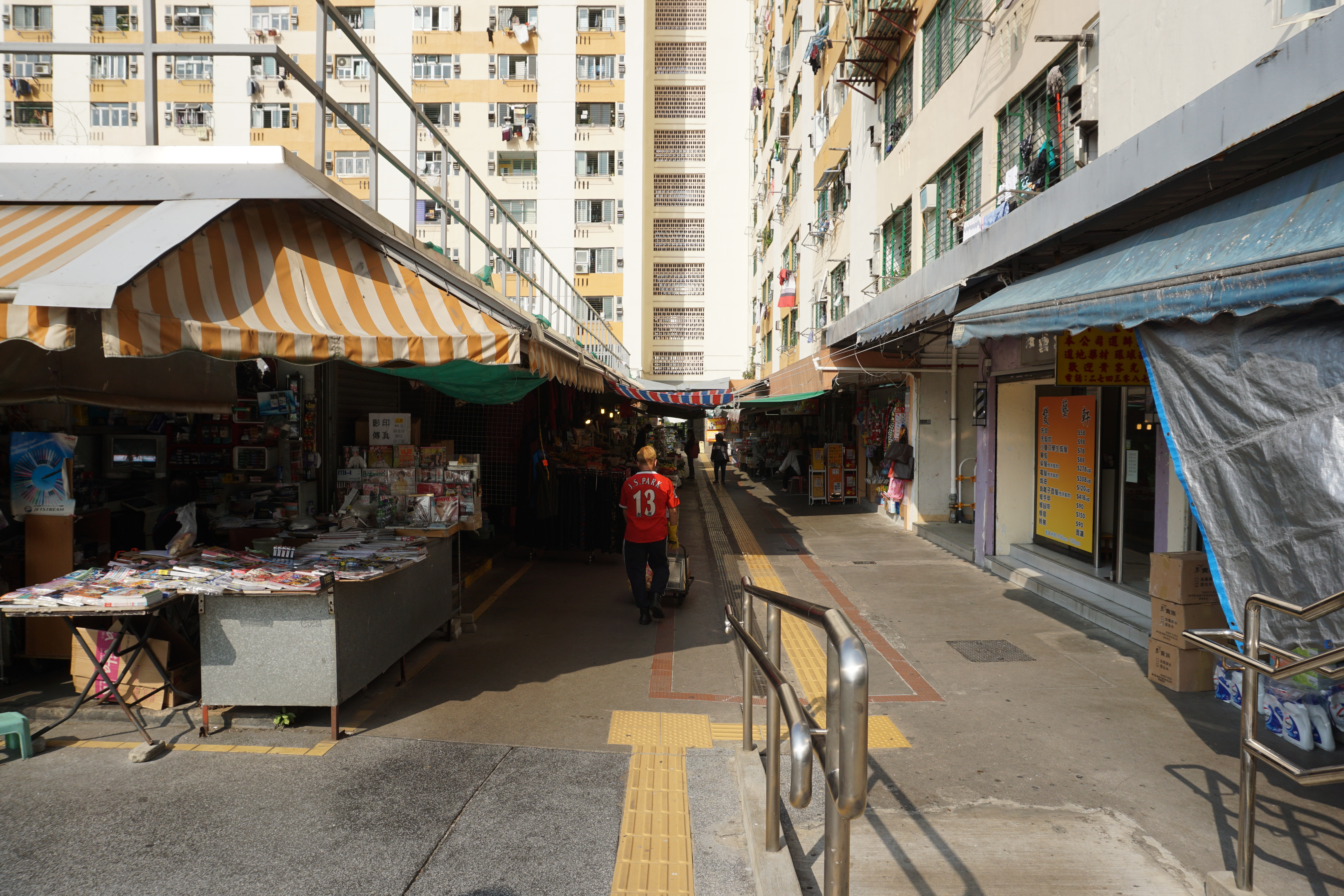
日景樓南面商舖
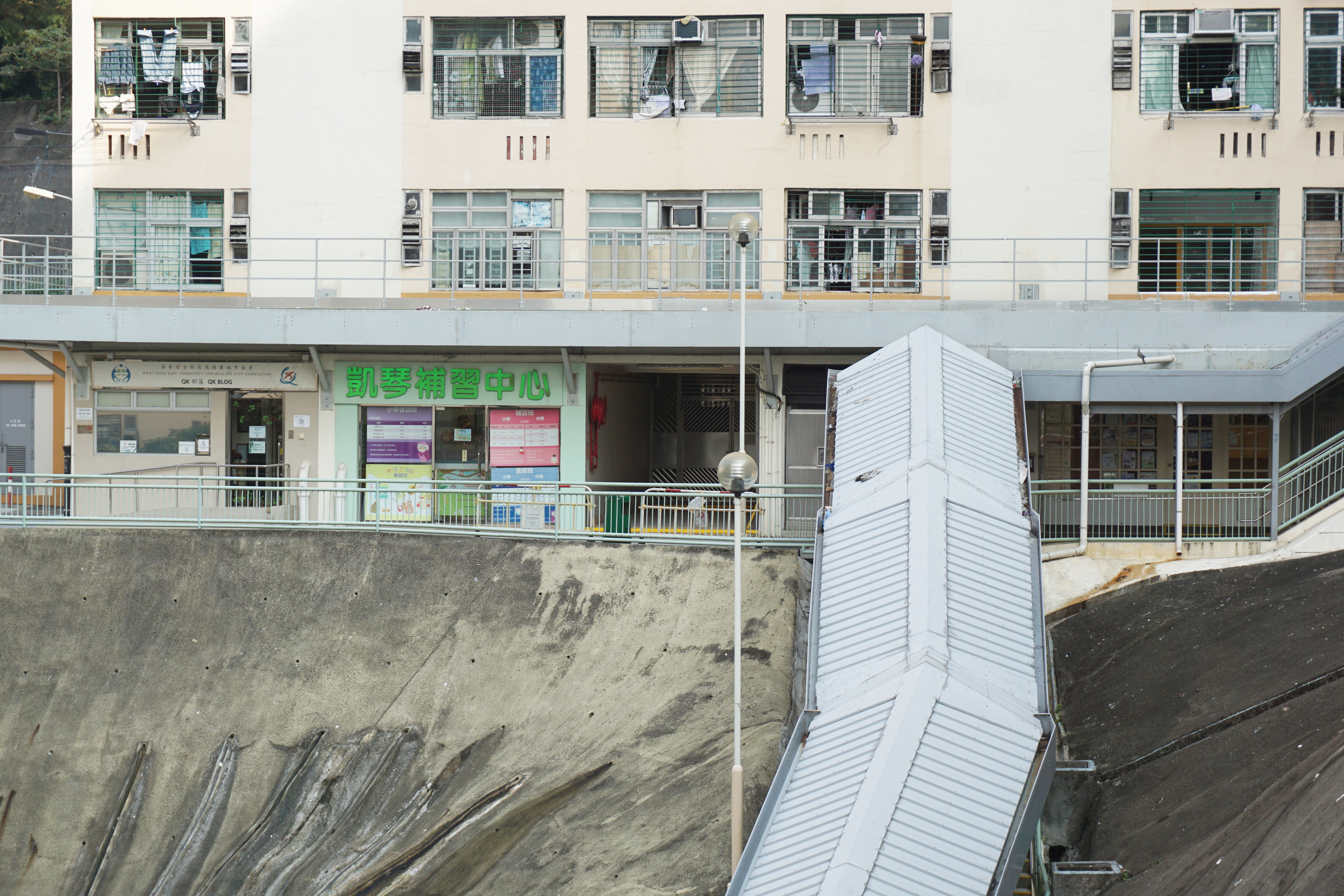
日景樓北面商舖
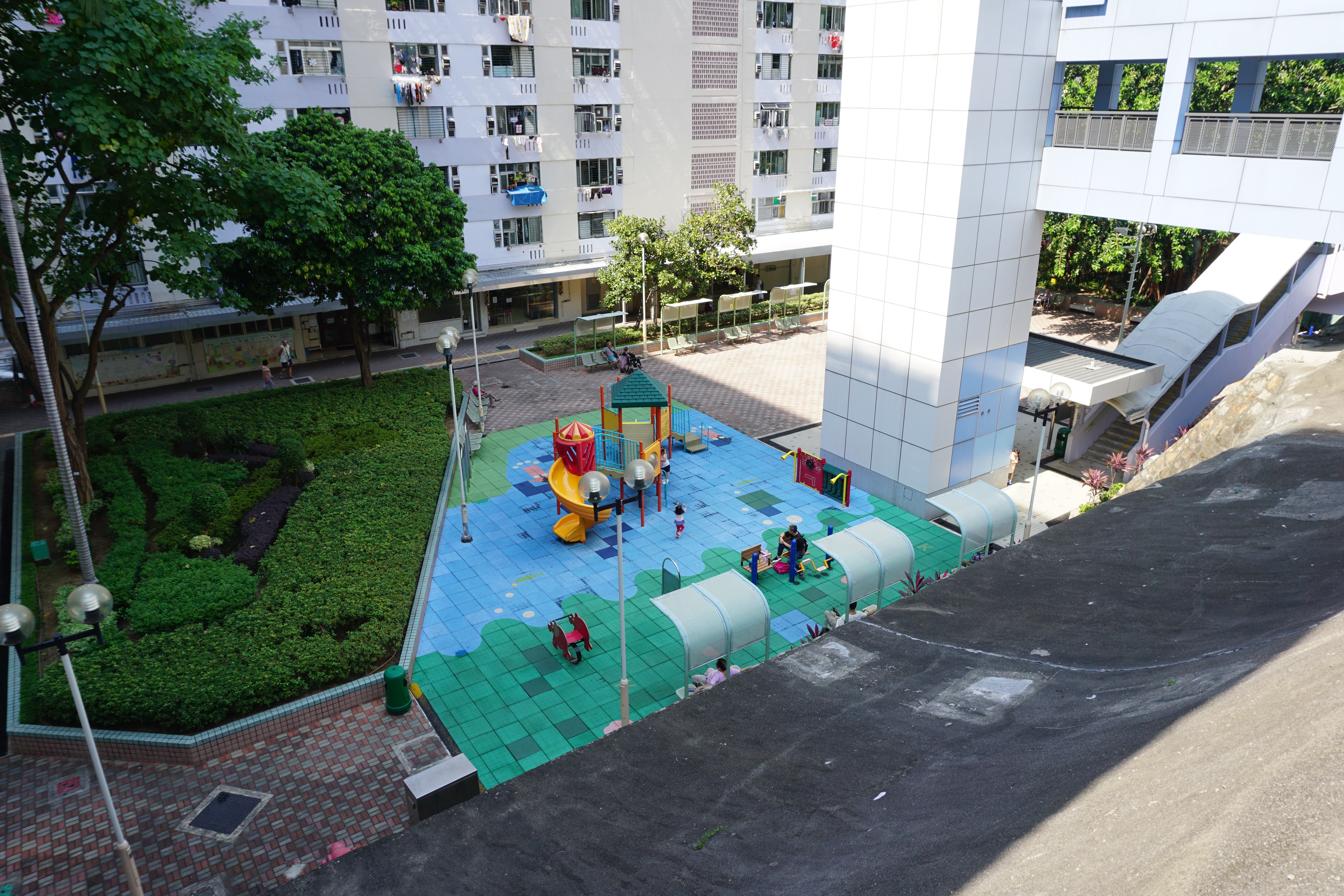
荔景邨兒童遊樂場及健體區
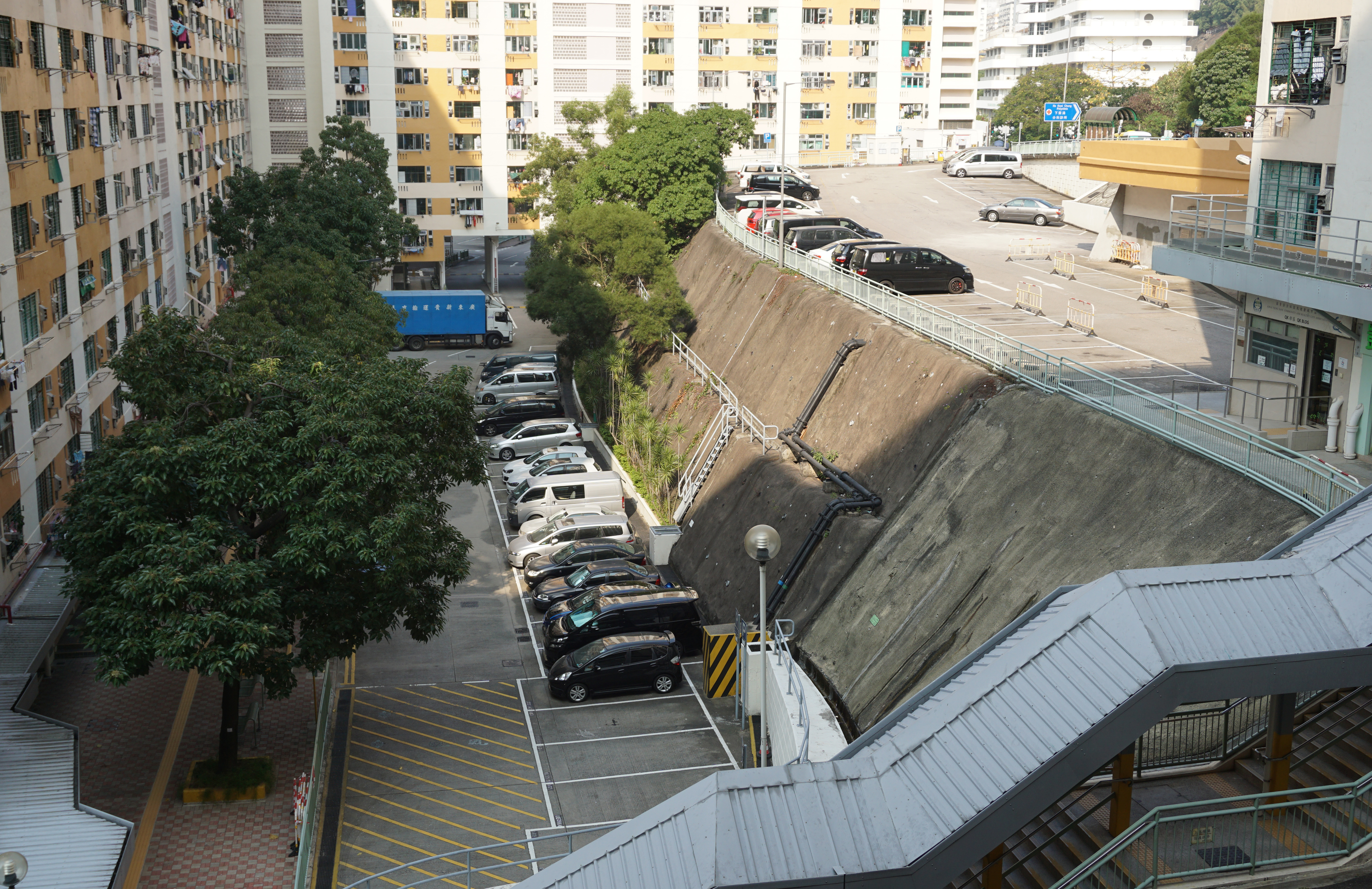
荔景邨停車場

#### 工場大廈

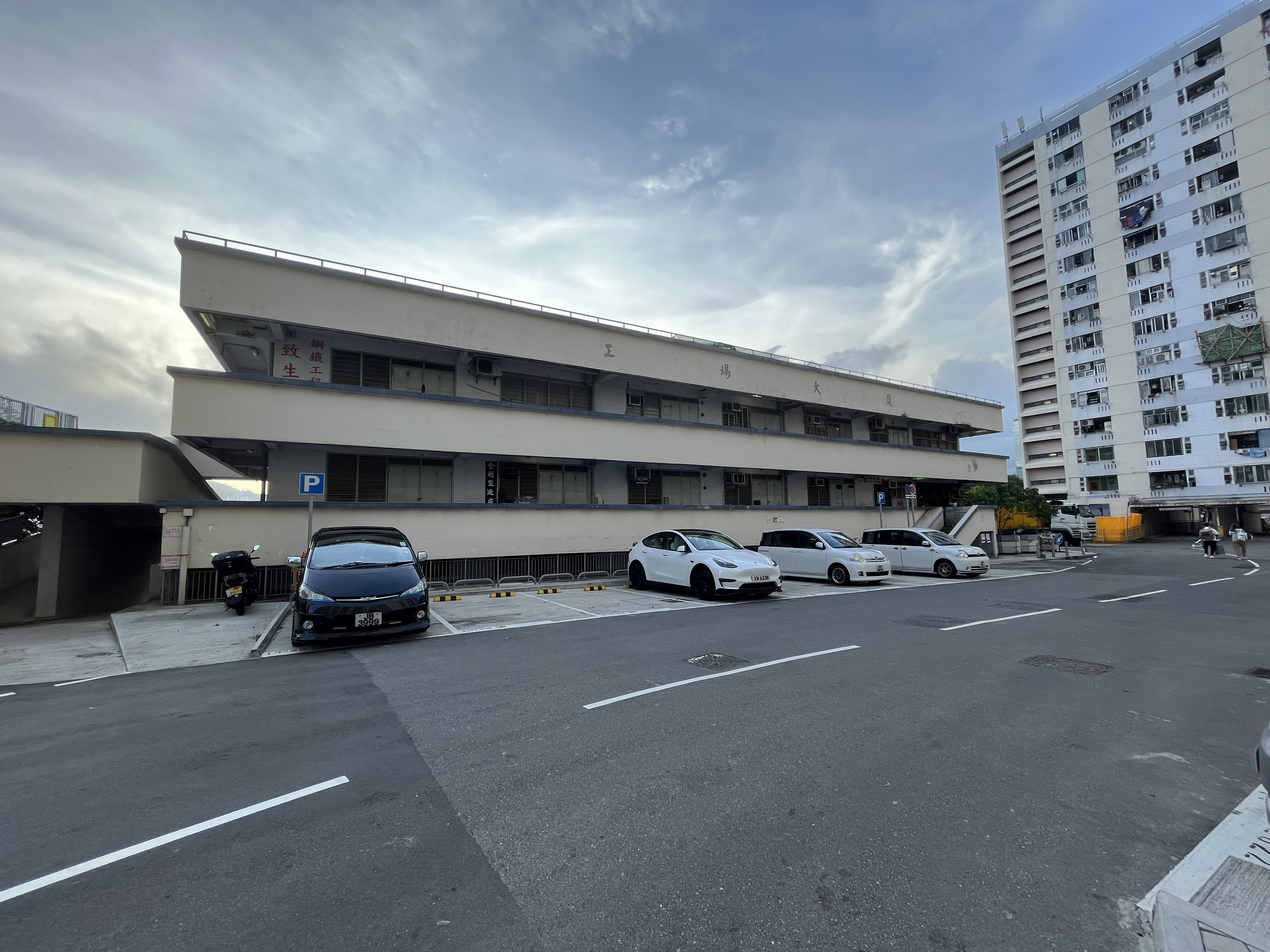
荔景邨工場大廈

邨內有一棟全港獨一無二的「邨中廠」大廈。

### 悅麗苑
| 樓宇名稱（座號） | 門牌號碼   | 樓宇類型 | 落成年份 | 樓宇層數 （住宅層數） | 每層伙數 | 每座單位數目（伙） | 建築師                 | 承建商           | 提供升降機服務的廠商 |
| ---------------- | ---------- | -------- | -------- | --------------------- | -------- | ------------------ | ---------------------- | ---------------- | -------------------- |
| 麗雲閣（A座）    | 麗祖路51號 | 非標準型 | 1980年   | 22                    | 8        | 176                | 王歐陽（香港）有限公司 | 德臣建築有限公司 | 日立 DCGL （DC）     |
| 麗華閣（B座）    | 麗祖路53號 | 非標準型 | 1980年   | 22                    | 8        | 176                | 王歐陽（香港）有限公司 | 德臣建築有限公司 | 日立 DCGL （DC）     |
| 麗霞閣（C座）    | 麗祖路55號 | 非標準型 | 1981年   | 22                    | 8        | 176                | 王歐陽（香港）有限公司 | 德臣建築有限公司 | 日立 DCGL （DC）     |
| 麗虹閣（D座）    | 麗祖路57號 | 非標準型 | 1981年   | 22                    | 8        | 176                | 王歐陽（香港）有限公司 | 德臣建築有限公司 | 日立 DCGL （DC）     |

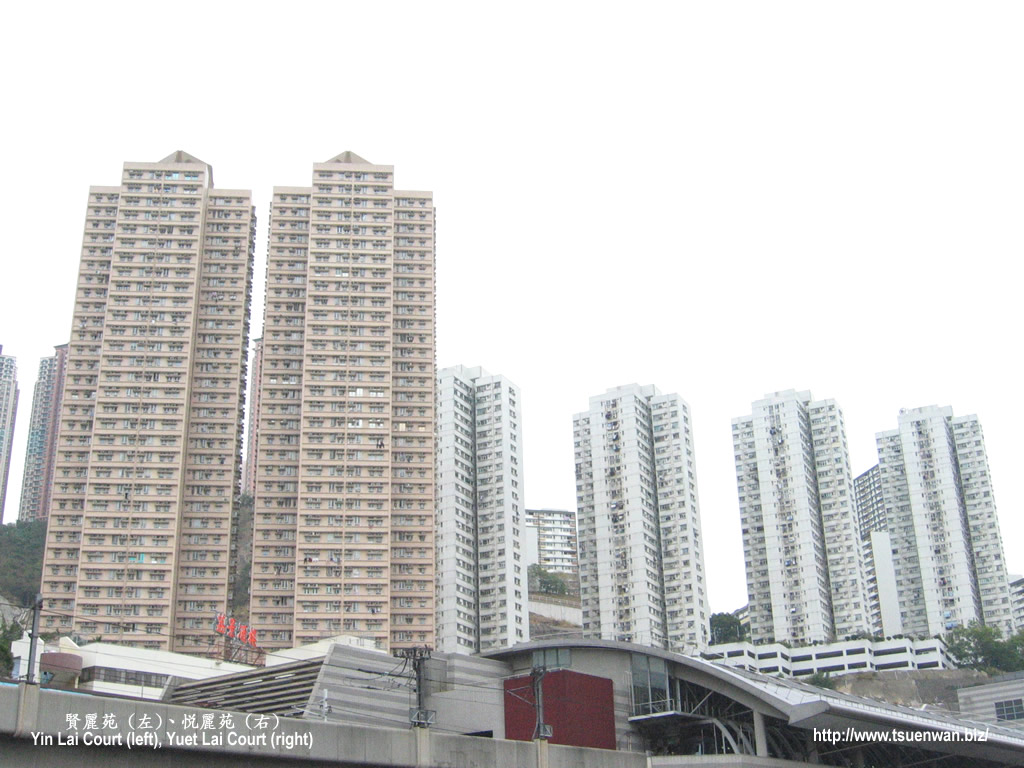
外牆翻新前的悅麗苑（右方白色四座樓宇，2004年1月）
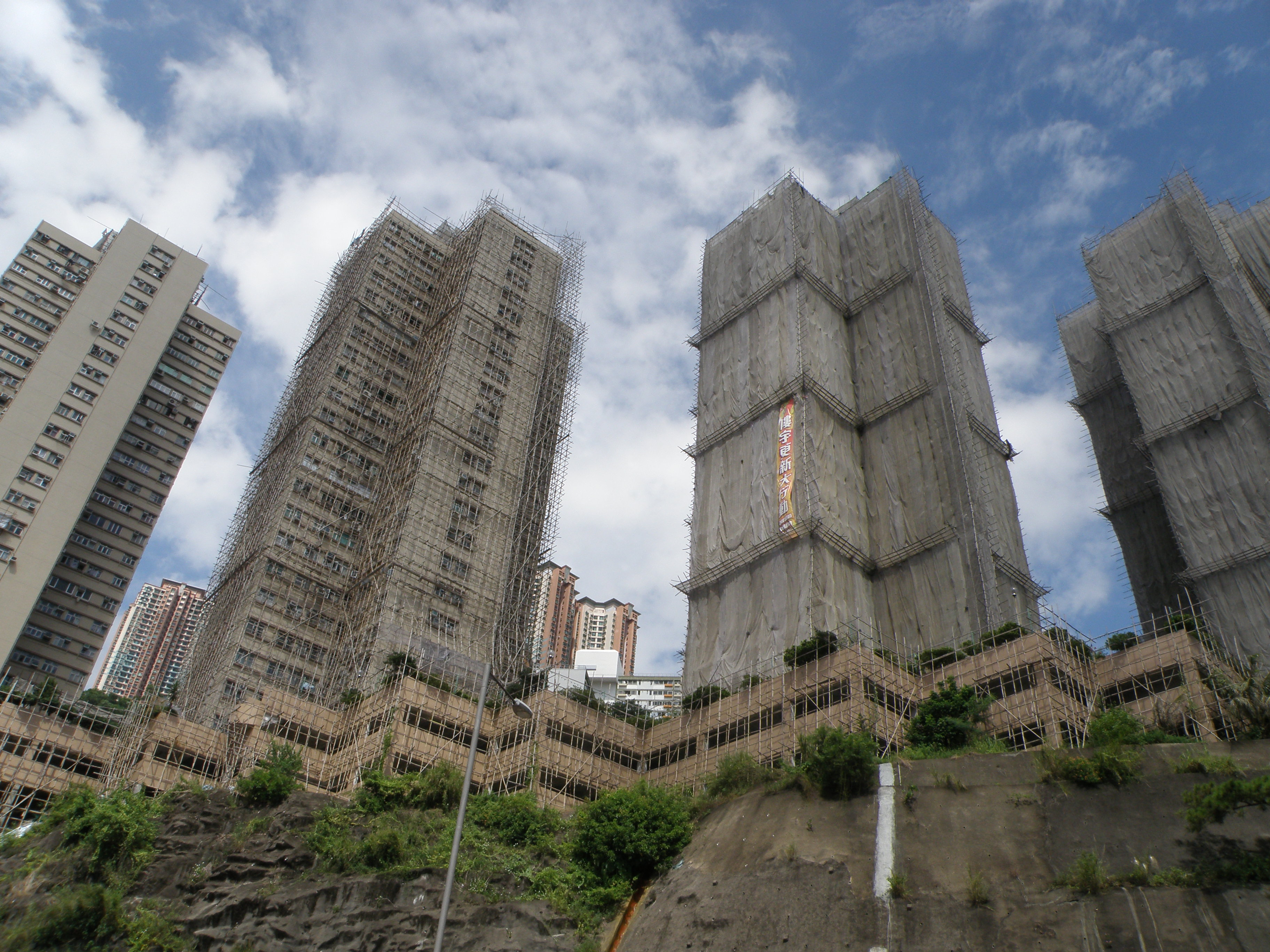
外牆翻新中的悅麗苑（2014年8月）
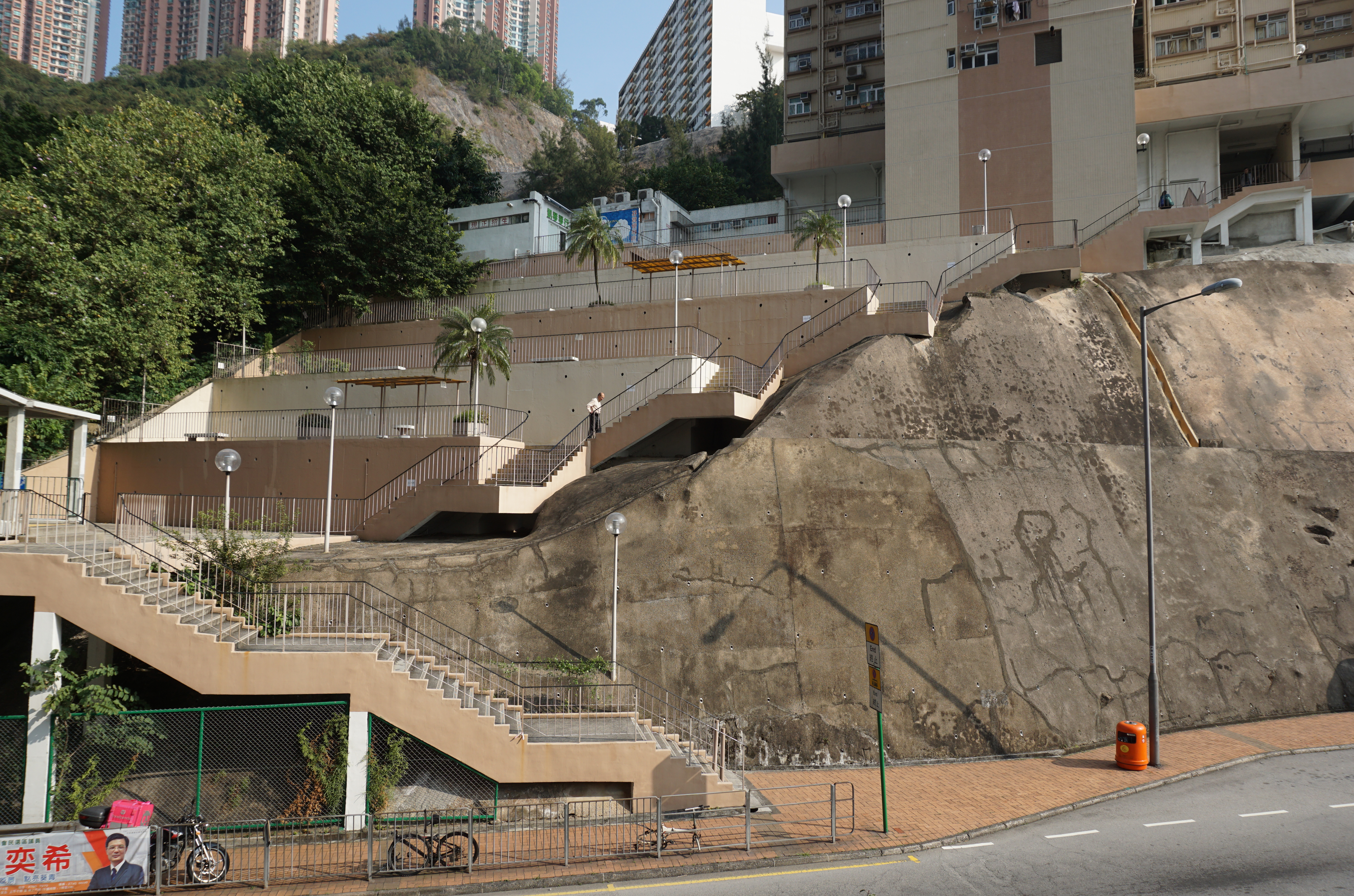
悅麗苑商舖、來往屋苑及荔景站之樓梯
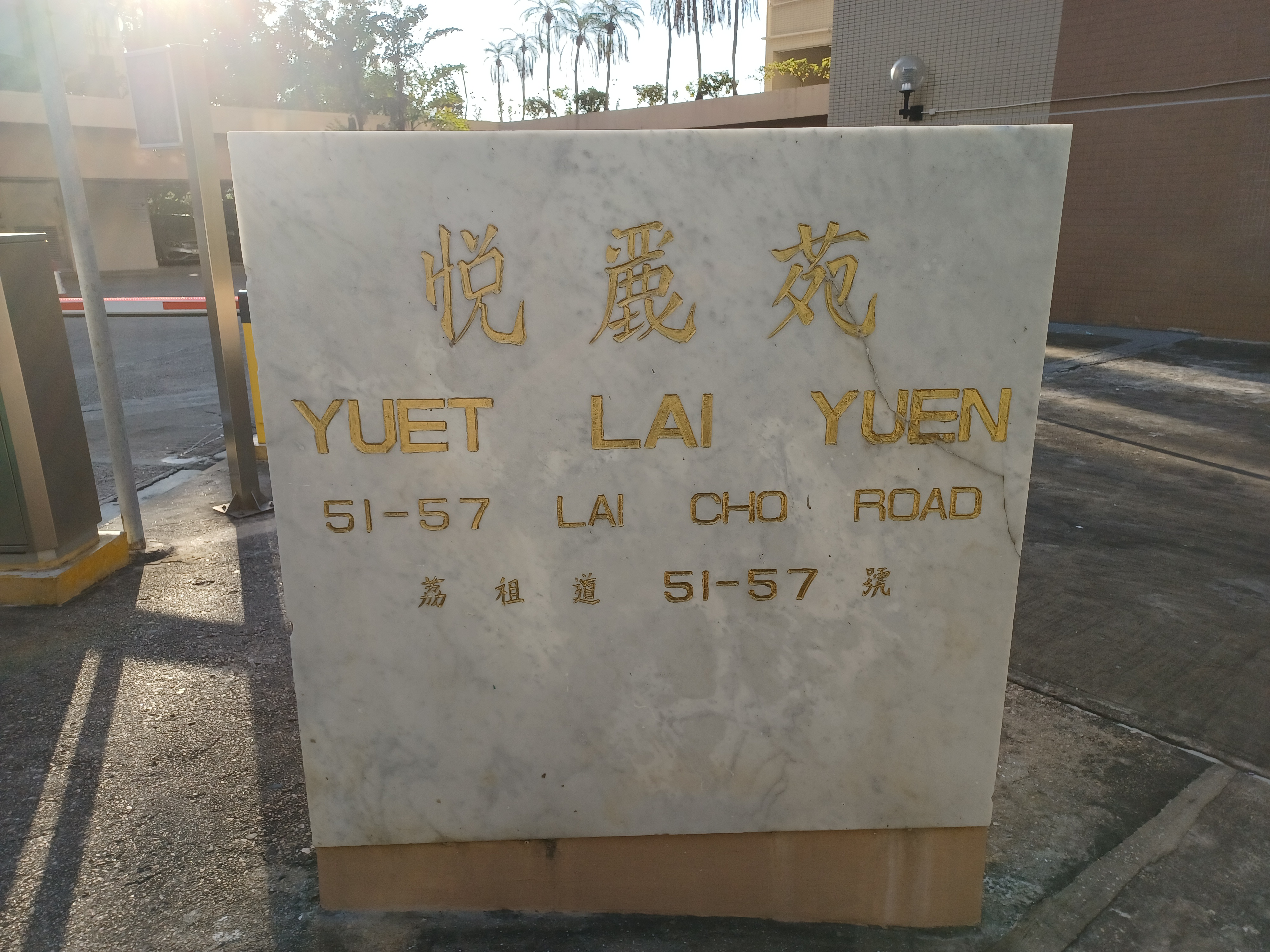
悅麗苑麗雲閣外的其中一塊屋苑門牌，留意門牌地址採用舊路名「荔祖道」

### 賢麗苑
| 樓宇名稱（座號） | 樓宇類型     | 落成年份 | 樓宇層數 （住宅層數） | 每層伙數 | 每座單位數目（伙） | 承建商           | 提供升降機服務的廠商                   |
| ---------------- | ------------ | -------- | --------------------- | -------- | ------------------ | ---------------- | -------------------------------------- |
| 賢光閣（A座）    | 彈性十字三型 | 1991年   | 35                    | 8        | 280                | 鴻運建築有限公司 | 迅達 Miconic V Transistronic TTZP (DC) |
| 賢德閣（B座）    | 彈性十字三型 | 1991年   | 35                    | 8        | 280                | 鴻運建築有限公司 | 迅達 Miconic V Transistronic TTZP (DC) |

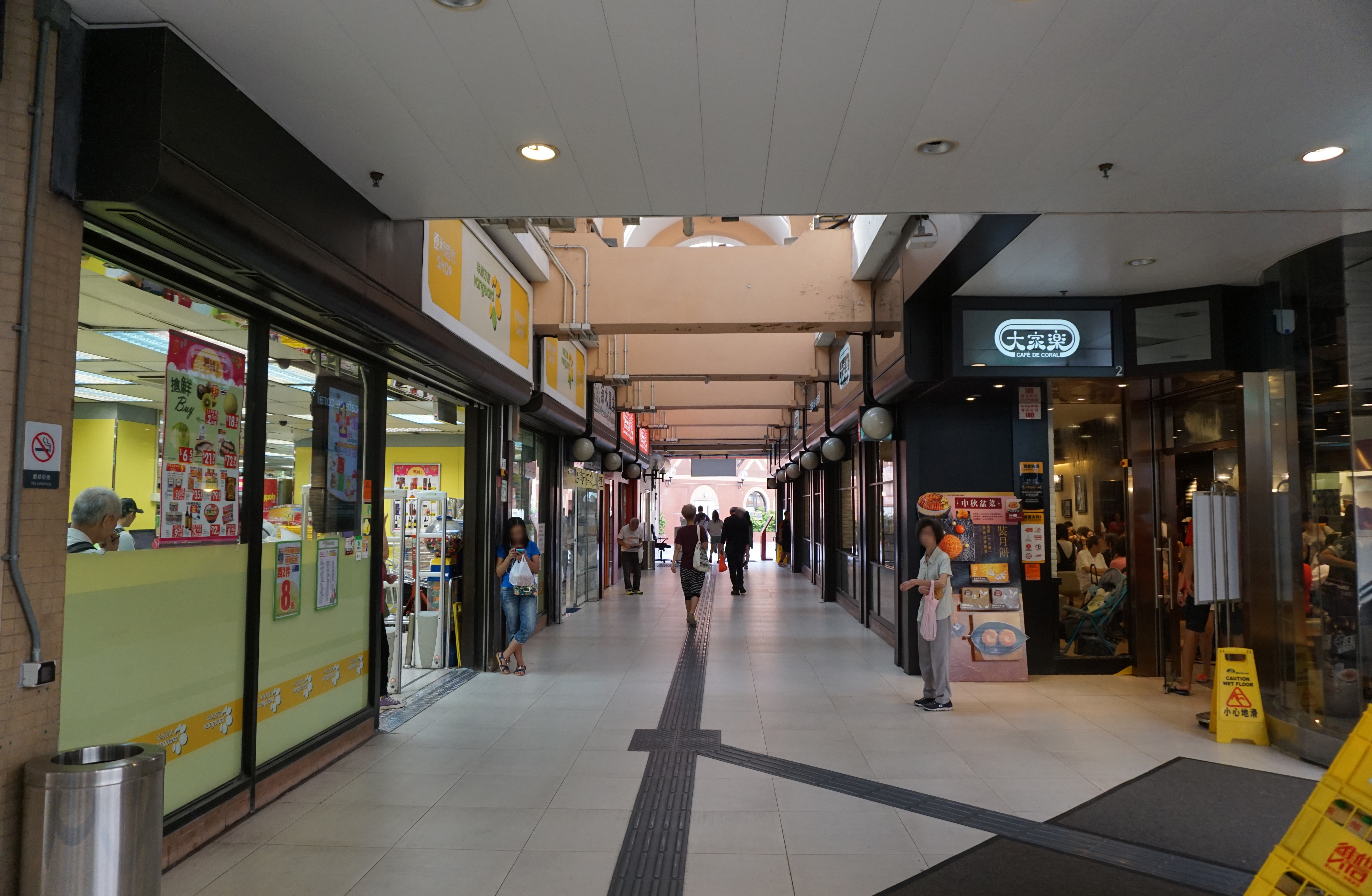
賢麗苑商場
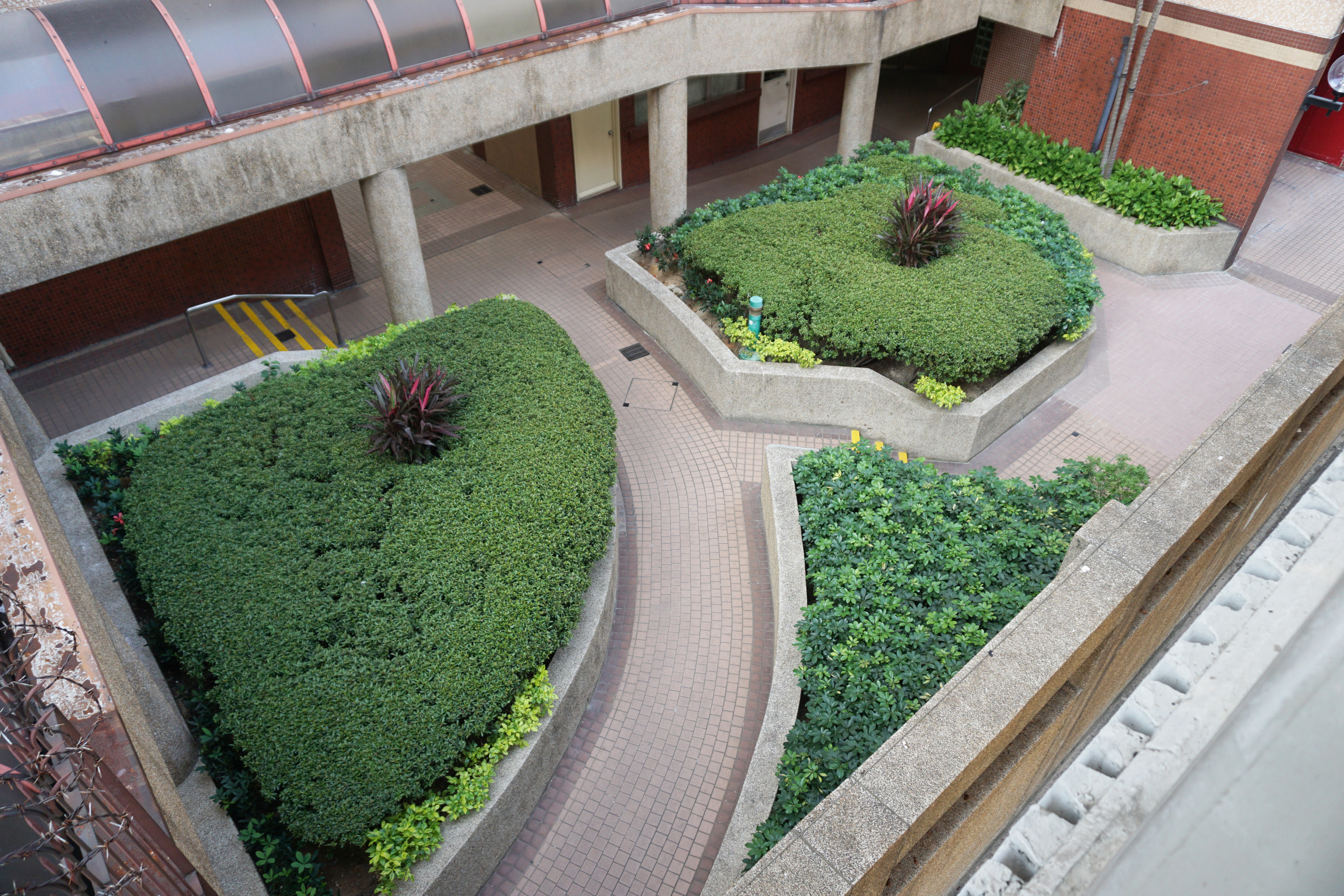
賢麗苑花園
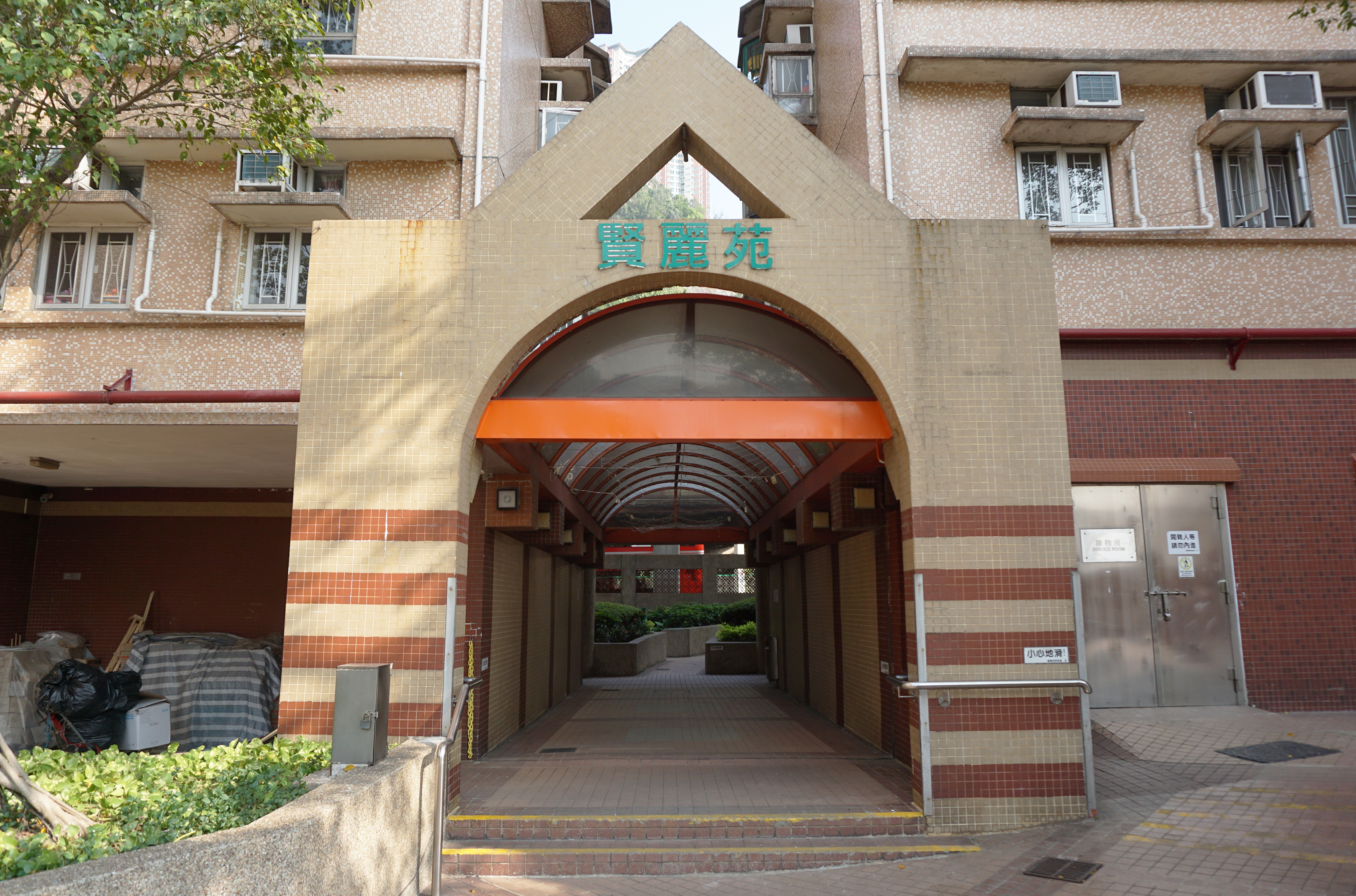
賢麗苑主入口及有蓋行人通道

## 設施

### 教育機構
中學
- 荔景天主教中學
- 嶺南鍾榮光博士紀念中學

小學
- 亞斯理衛理小學

特殊學校
- 匡智張玉瓊晨輝學校

已清拆
- 慕光荔景小學：早年已停辦，後曾用作臨時校舍，2009年5月1日起已經空置[15]，現址為恒景樓

幼稚園
- 樂景幼稚園（1976年創辦）（樂景樓南面地下）
- 禮賢會荔景幼兒園（1979年創辦）（仰景樓5座2樓）
- 善正幼稚園（2010年創辦）（風景樓地下8號）

評核中心
- 香港考試及評核局荔景評核中心

社會服務機構
- 南亞路德會荔景閱讀中心
- 南葵涌社會服務處（前稱南葵涌服務中心）
- 香港小童群益會南葵涌綜合服務中心（荔景中心）
- 救世軍荔景院
- 萬國宣道浸信會荔景浸信會白普理長者中心

### 康樂設施
- 兒童遊樂場
- 休憩場公園

### 社區設施
- 荔景社區會堂（民政事務總署管理）
- 荔景體育館（康樂及文化事務署管理）
- 荔景郵政局
- 下葵涌分科診所

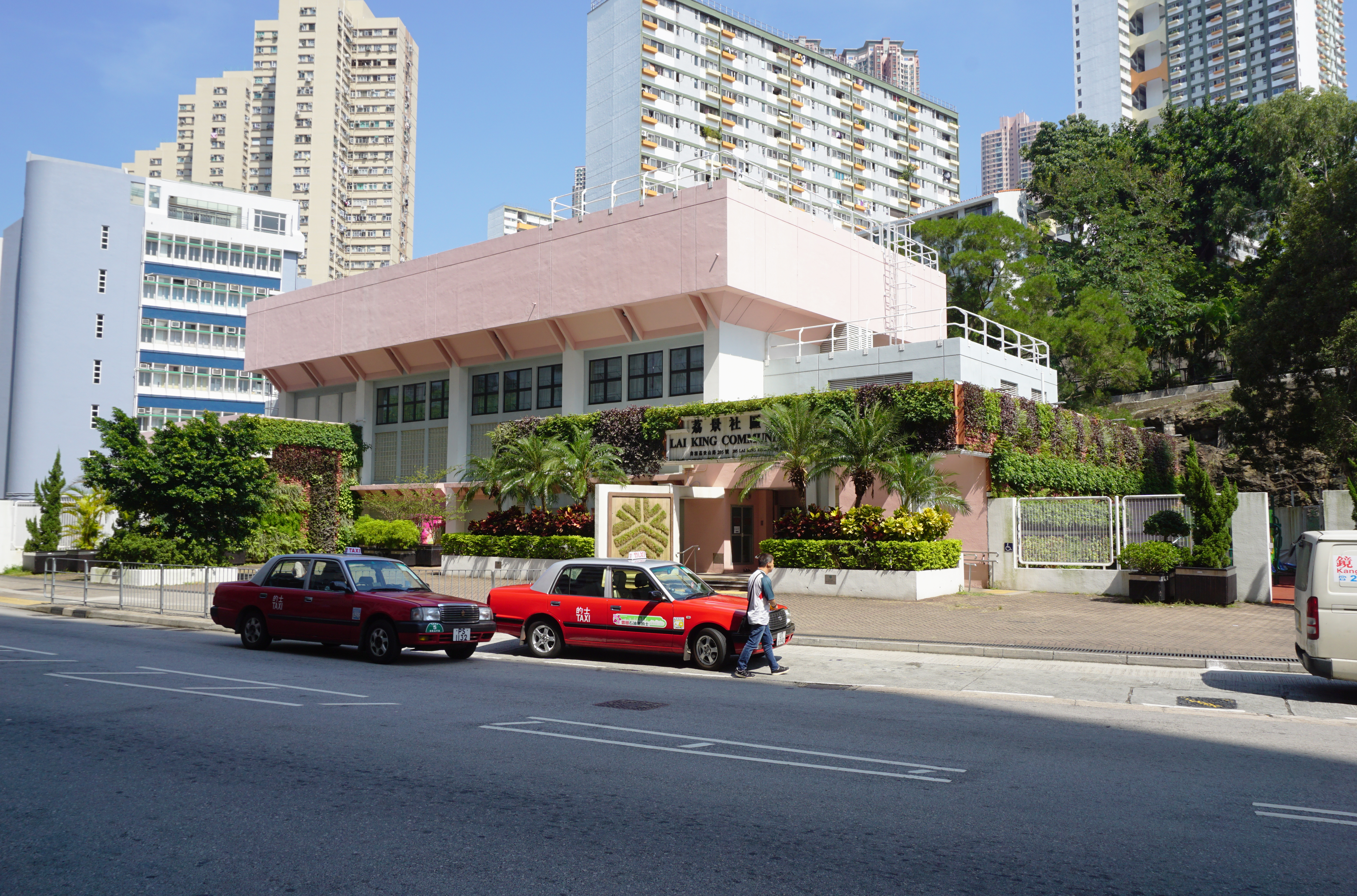
荔景社區會堂
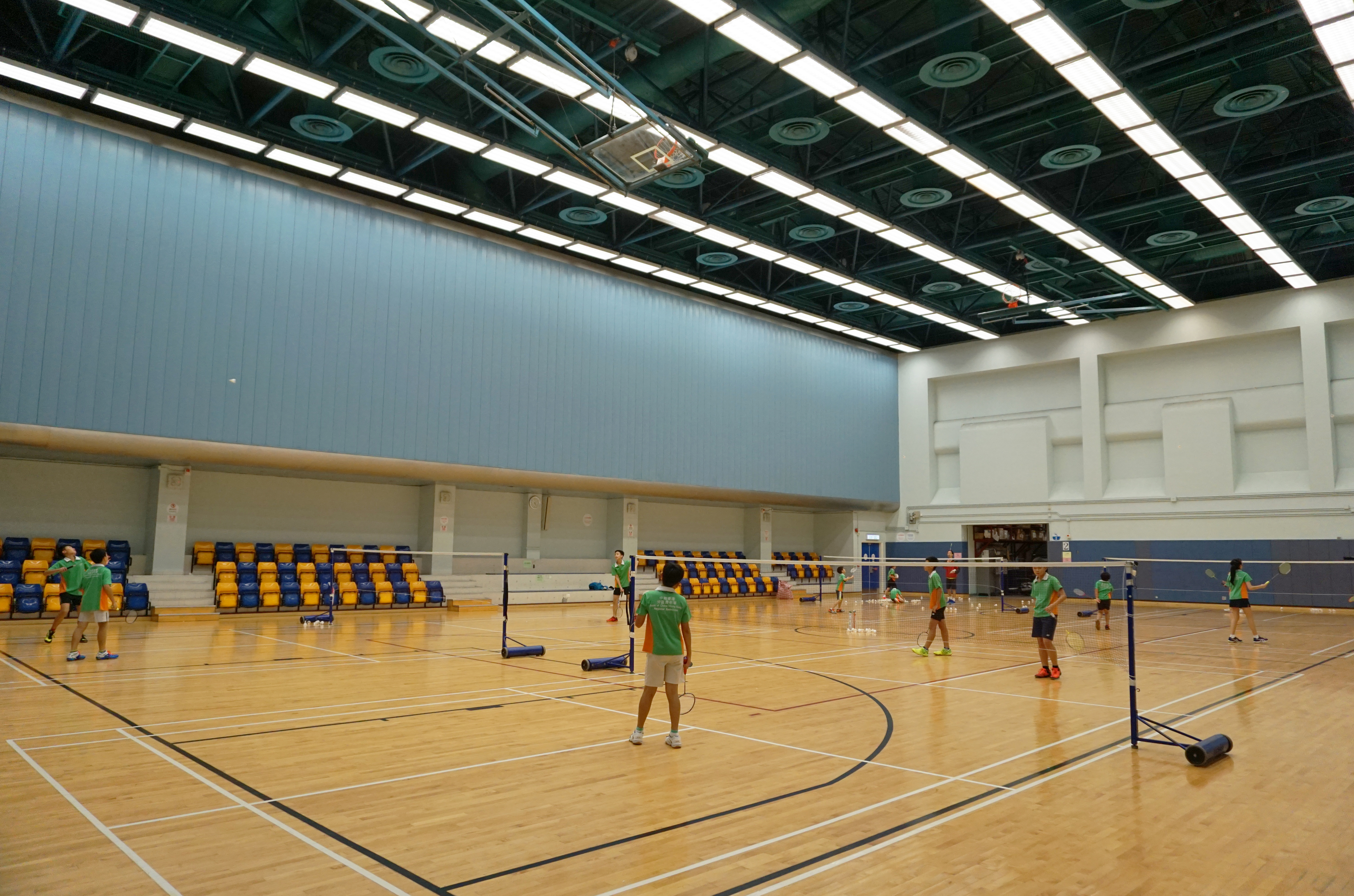
荔景體育館
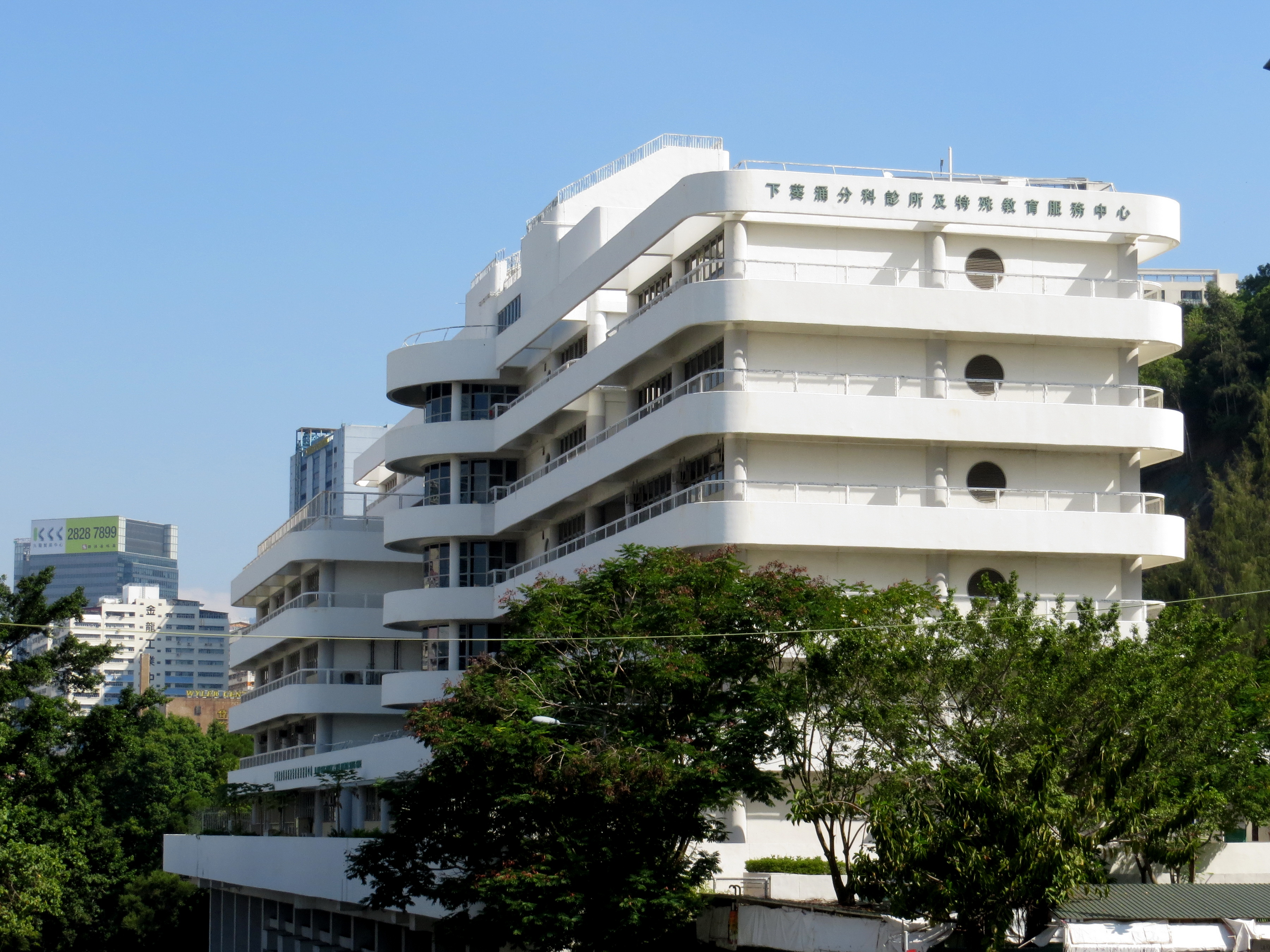
下葵涌分科診所及特殊教育服務中心

### 商業設施
荔景邨的平台設有十餘間零售商店和一間小型街市，集中在日景樓及明景樓平台，加起來總零售面積逾5,000平方米，現時仍由房委會持有；至於旁邊的賢麗苑多用途大樓，包括下面三層停車場、頂層商場和鄰近的一間酒樓，已於2005年由房委會售予領匯（即今日的領展房地產投資信託基金）。主要商店包括：

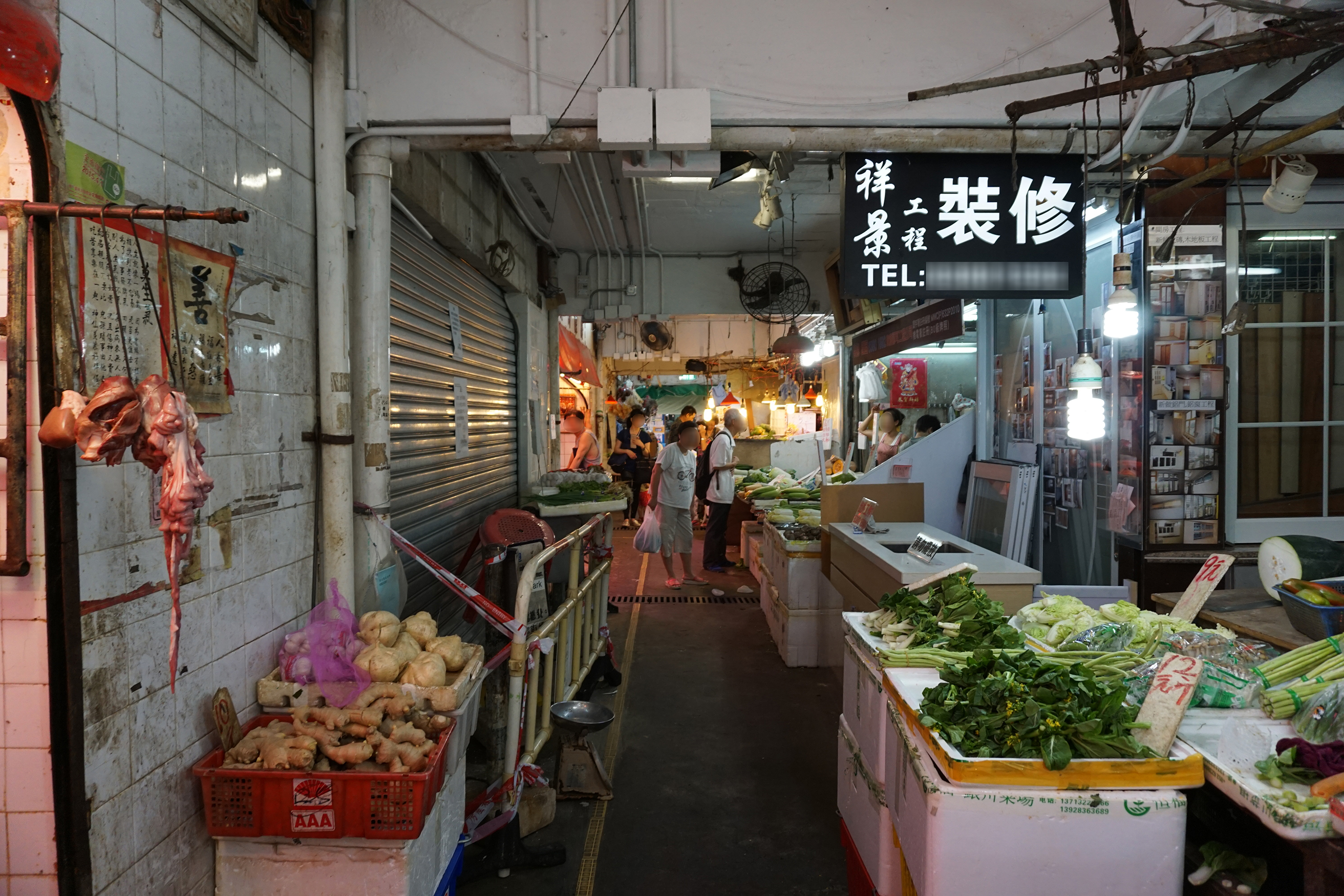
荔景街市

- 酒樓
- 大家樂快餐店
- 惠康超級市場
- 7-Eleven便利店
- 街市
- 停車場

- 荔景街市

## 軼聞

### 居民概念爭議
由於荔景邨（包括由麗瑤邨、祖堯邨及瑪嘉烈醫院一帶），過往未取消電話地區字頭時是跟九龍地域的「3」字區域，居民早已根深柢固，在寫地址時常常把荔景、葵芳等寫成九龍荔景、九龍華景山莊、九龍華員邨等並不罕見，但這其實是錯誤的，因為電話公司只是商業機構。最切實的是九龍不可能建有丁屋，但葵青區仍存有丁屋。

## 所屬區議會
荔景邨在立法會地區直選當中，屬於新界西（LC4）選區範圍之內，而地方行政則為葵青區。與鄰近的賢麗苑與悅麗苑同屬葵青區議會下轄的荔景選區。由葵青傳承成員王天仁擔任當區前區議員。

### 歷屆議員
| 選區名稱 | 屆別                 | 議員   | 政治聯繫        | 政治聯繫 | 議員               | 政治聯繫           | 政治聯繫           |                |
| -------- | -------------------- | ------ | --------------- | -------- | ------------------ | ------------------ | ------------------ | -------------- |
| 葵涌南   | 1982年－1985年       | 周森   |                 | 革新會   | 當時定為單議席選區 | 當時定為單議席選區 | 當時定為單議席選區 |                |
| 葵涌南   | 1985年－1988年       | 周森   | 黃耀聰          | 革新會   |                    | 公屋評議會         |                    |                |
| 葵涌南   | 1988年－1991年       | 周奕希 | 黃耀聰          |          | 民協               |                    | 民協               |                |
| 荔祖     | 1991年－1994年       | 周奕希 | 黃耀聰          |          | 港 港同盟          |                    | 港 港同盟          |                |
| 荔景     | 1994年－1999年       | 周奕希 |                 | 民主黨   | 定為單議席選區     | 定為單議席選區     | 定為單議席選區     | 定為單議席選區 |
| 荔景     | 2000年－2003年       | 周奕希 |                 | 民主黨   | 定為單議席選區     | 定為單議席選區     | 定為單議席選區     | 定為單議席選區 |
| 荔景     | 2004年－2007年       | 周奕希 |                 | 民主黨   | 定為單議席選區     | 定為單議席選區     | 定為單議席選區     | 定為單議席選區 |
| 荔景     | 2008年－2011年       | 周奕希 |                 | 民主黨   | 定為單議席選區     | 定為單議席選區     | 定為單議席選區     | 定為單議席選區 |
| 荔景     | 2012年－2015年       | 周奕希 | 民主黨 → 無黨籍 |          | 定為單議席選區     | 定為單議席選區     | 定為單議席選區     | 定為單議席選區 |
| 荔景     | 2016年－2019年       | 周奕希 |                 | 無黨籍   | 定為單議席選區     | 定為單議席選區     | 定為單議席選區     | 定為單議席選區 |
| 荔景     | 2020年－2021年7月8日 | 王天仁 |                 | 葵青傳承 | 定為單議席選區     | 定為單議席選區     | 定為單議席選區     | 定為單議席選區 |
| 荔景     | 2021年7月9日－2023年 | 待補選 | 待補選          | 待補選   | 定為單議席選區     | 定為單議席選區     | 定為單議席選區     | 定為單議席選區 |

## 重大事件

### 情殺案
1984年5月8日，樂景樓低層三樓一單位，發生轟動一時的情殺案，當時22歲的退役警員葉少文因與女友梁雪詩感情破裂，亂刀斬殺梁雪詩及其妹梁雪雁、母楊惠群，造成兩死一重傷的慘案，傳聞被殺的姊妹花陰魂不散，事發單位不時有鬧鬼傳聞。

### 食水含鉛超標
人民力量於2015年8月7日公佈為新界西11個公共屋邨及居屋屋苑的99個單位進行驗水的驗水結果，結果顯示早於1975年已建成的荔景邨樂景樓的一個單位鉛含量，是每公升22微克，較世衞標準的每公升10微克超出一倍以上。令荔景邨成為第二個舊有屋邨被發現食水鉛超標。

### 荔景邨樂景樓7樓殺妻案
2005年5月6日，一名失業逾年的莽漢難抵失業打擊，與妻激烈爭吵後，揮刀企圖自戕，妻子制止時反被一刀捅穿心臟喪命。

## 外部連結
- 房委會物業位置及資料 荔景邨 （页面存档备份，存于）
- 房委會物業位置及資料 賢麗苑 （页面存档备份，存于）
- 房委會物業位置及資料 悅麗苑 （页面存档备份，存于）
- 最可愛的荔景邨 之 樂景樓互助委員會（個人網站）
- 南亞路德會荔景閱讀中心 （页面存档备份，存于）
- 賢麗苑購物中心 （页面存档备份，存于）－領展